# Списак шетњи свемиром 1965—1999.
Ова листа садржи све шетње свемиром и Месецом спроведене између 1965. и 1999. године током којих су космонаути делом или у целости напустили свемирску летелицу. Уноси за шетње по површини Месеца имају сиву позадину, док су уноси за све остале изласке у отворени свемир необојени.
Током свих излазака у отворени свемир космонаути су били повезани са свемирском летелицом, осим у седам наврата када астронаути из САД нису били повезани — шест пута током 1984. године користећи јединицу за маневрисање (енгл. Manned Maneuvering Unit), и једном 1994. године приликом испитивања уређаја Сејфер (SAFER, енгл. Simplified Aid for EVA Rescue). Током свих шетњи по површини Месеца астронаути нису били везани за свемирску летелицу којом су се спустили, а у појединим приликама астронаути су одлазили довољно далеко да су губили визуелни контакт са летелицом (удаљавали су се и до 7,6 km користећи Лунарни ровер). Један излазак у отворени свемир на површини Месеца не спада у „шетње Месецом“. Током њега, астронаути су само провирили кроз горњи отвор на лендеру, јер је контрола мисије сматрала да ће са веће висине моћи да осмотре већу површину око места слетања и тако одаберу које локације ће посетити током шетњи по површини. За сада су спроведене само три EVA у дубоком свемиру, током којих космонаути нису радили ни на површини Месеца, нити у Ниској Земљиној орбити, већ далеко и од Земље и од Месеца.

## Шетње свемиром и Месецом у периоду 1965—1969. г.
Почетак и крај шетње дат је по универзалном времену (УТЦ).
| #   | Свемирска летелица          | Учесници | Почетак (УТЦ)                | Крај (УТЦ)                   | Трајање                     |
| 1.  | Восход-2                    | Алексеј Леонов | 18. март 1965. 08.34.51      | 18. март 1965. 08.47.00      | 12 минута                   |
| 1.  | Восход-2                    | Леонов је спровео први излазак у отворени свемир (EVA) у историји. Имао је проблема при повратку у свемирски брод јер је његово свемирско одело постало веома круто у вакууму свемира, тако да је морао да отвори вентил и испусти одређену количину ваздуха како би могао да се савије и угура назад у капсулу. |                              |                              |                             |
| 2.  | Џемини-4                    | Едвард Вајт | 3. јун 1965. 19.46.00        | 3. јун 1965. 20.06.00        | 20 минута                   |
| 2.  | Џемини-4                    | Вајт је спровео другу EVA у историји и прву америчку EVA. Као Леонов пре њега, и Вајт је имао проблема да се врати назад у свемирски брод Џемини. Иако је био у доброј форми и атлета, напори кроз које је прошао су га у потпуности исцрпели. |                              |                              |                             |
|     |                             | |                              |                              |                             |
| 3.  | Џемини-9A                   | Џин Сернан | 5. јун 1966. 15.02.00        | 5. јун 1966. 17.09.00        | 2 сата 7 минута             |
| 3.  | Џемини-9A                   | Планирано је да Сернан обави комплексан посао током ове EVA. Требало је да оде до задњег дела свемирског брода Џемини и тамо обуче астронаутски уређај за маневрисање (енгл. Astronaut Maneuvering Unit), који је развило Америчко ратно ваздухопловство. Сернан је уложио четири до пет пута већи напор од очекиваног, тако да му се пулс подигао на чак 180 откуцаја срца током једног минута. Од вишка топлоте и убрзаног дисања, визир Сернановог одела се потпуно замаглио и је морала да се прекине. Сернан је такође имао проблема да се врати у капсулу и затвори врата на њој. |                              |                              |                             |
| 4.  | Џемини-10 EVA 1             | Мајкл Колинс | 19. јул 1966. 21.44.00       | 19. јул 1966. 22.33.00       | 49 минута                   |
| 4.  | Џемини-10 EVA 1             | Колинс је спровео такозвану „стојећу“ EVA. Уместо да потпуно изађе изван свемирског брода, Колинс је промолио само свој торзо изван летелице како би фотографисао излазак и залазак Сунца. Фотографисање након изласка Сунца само је делом завршено због јаке иритације очију и Колинса и пилота Џона Јанга. Манипулисање камером било је веома тешко због крутости рукавица свемирског одела које је носио Колинс. |                              |                              |                             |
| 5.  | Џемини-10 EVA 2             | Мајкл Колинс | 20. јул 1966. 23.01.00       | 20. јул 1966. 23.40.00       | 39 минута                   |
| 5.  | Џемини-10 EVA 2             | Колинс је спровео шетњу свемиром током које је био повезан са капсулом преко посебног црева које је служило као пупчана врпца (обезбеђивало му је ваздух и константну температуру). Уз напор већи од очекиваног, Колинс је покупио пакет за прикупљање микро-метеороида са спољашњости капсуле Џемини. Након тога се, уз помоћ ручног уређаја за маневрисање (енгл. Hand Held Maneuvering Unit), одгурнуо до оближњег модула Агена (који је служио као мета за вежбање пристајања у свемиру) и покупио пакет за прикупљање микро-метеороида који се налазио на њему. Колинс је затим повукао црево којим је био повезан са капсулом Џемини и вратио се у њу.                                                                                              |                              |                              |                             |
| 6.  | Џемини-11 EVA 1             | Ричард Гордон | 13. септембар 1966. 14.44.00 | 13. септембар 1966. 15.17.00 | 33 минута                   |
| 6.  | Џемини-11 EVA 1             | Гордон је поставио танак конопац између капсуле Џемини и модула Агена за каснија испитивања орбиталне механике. Док је радио на повезивању конопца био је под толиким напором да је његова температура превазишла могућности расхладног система одела, тако да му се видљивост смањила због замагљености визира и зноја који му је упадао у очи. Планиране активности су прекинуте од стране пилота Пита Конрада и Гордон се вратио у капсулу. |                              |                              |                             |
| 7.  | Џемини-11 EVA 2             | Ричард Гордон | 14. септембар 1966. 12.49.00 | 14. септембар 1966. 14.57.00 | 2 сата 8 минута             |
| 7.  | Џемини-11 EVA 2             | Гордон је спровео „стојећу“ шетњу свемиром. Промолио се из свемирског брода тек толико да може да сними фотографије везане за астрономију. Конрад је јавио контроли мисије да је ова шетња била толико опуштајућа да су оба астронаута на кратко заспала након изласка Сунца. |                              |                              |                             |
| 8.  | Џемини-12 EVA 1             | Баз Олдрин | 12. новембар 1966. 16.15.00  | 12. новембар 1966. 18.44.00  | 2 сата 29 минута            |
| 8.  | Џемини-12 EVA 1             | Олдрин је спровео „стојећу“ EVA, током које је снимио фотографије у UV спектру и видео-снимке камером са филмом од 16 mm. Затим је покупио узорке експеримената са спољашњости капсуле и одрадио серију физичких вежби које су испитивале покретљивост астронаута у свемирском оделу. |                              |                              |                             |
| 9.  | Џемини-12 EVA 2             | Баз Олдрин | 13. новембар 1966. 15.34.00  | 13. новембар 1966. 17.40.00  | 2 сата 6 минута             |
| 9.  | Џемини-12 EVA 2             | Ова шетња коју је спровео Олдрин била је прва успешна шетња у којој је астронаут био повезан са капсулом преко црева. Сви зацртани послови су успешно одрађени. Успео је да контролише своје кретање и ограничи напор користећи технике које је научио током симулација нулте гравитације под водом. Олдрину је такође добродошло искуство које су астронаути стекли током претходних америчких EVA. Успео је да се креће по спољашњости капсуле без напора, угради и скине више пакета са експериментима, угради па затим скине камеру, и испита технике за рад са виљушкастим кључем. |                              |                              |                             |
| 10. | Џемини-12 EVA 3             | Баз Олдрин | 14. новембар 1966. 14.52.00  | 14. новембар 1966. 15.47.00  | 55 минута                   |
| 10. | Џемини-12 EVA 3             | Олдрин је спровео још једну „стојећу“ шетњу, током које је снимио фотографије и одрадио још једну сесију лаганих физичких вежби. Напор који је искусио приликом ових вежби био је у складу са симулација које су спроведене на Земљи. Опрема и конзерве са остацима хране и другим отпадом, које нису биле потребне при повратку у атмосферу, су избачене из капсуле. |                              |                              |                             |
|     |                             | |                              |                              |                             |
| 11. | Сојуз-4 и Сојуз-5           | Јевгениј Крунов Алексеј Јелисејев | 16. јануар 1969. 12.43.00    | 16. јануар 1969. 01.15.00    | 37 минута                   |
| 11. | Сојуз-4 и Сојуз-5           | Крунов и Јелисејев спровели су прву шетњу свемиром са два учесника. Оба космонаута лансирана су летелицом Сојуз-5, која се затим спојила са летелицом Сојуз-4. Космонаути су изашли у отворени свемир како би се пребацили из једне у другу летелицу, јер иако спојене, њихове унутрашњости нису биле повезане. Крунов и Јелисејев вратили су се на Земљу летелицом Сојуз-4. |                              |                              |                             |
| 12. | Аполо 9                     | Расти Швајкхарт Дејвид Скот („стојећа“) | 6. март 1969. 16.45.00       | 6. март 1969. 18.02.00       | 1 сат 17 минута             |
| 12. | Аполо 9                     | Швајкхарт је напустио Лунарни модул, носећи на леђима преносиви систем за одржавање живота (енгл. Portable Life Support System). Овај систем обезбеђивао је кисеоник, комуникацију, и контролу температуре унутар одела независно од свемирског брода. Скот је стајао на вратима летелице, али је био повезан преко црева са њом, које му је обезбеђивало оптималне услове у оделу. Планови да Швајкхарт оде до врата командног моудла су одложени због тешког облика космичке болести коју је искусио дан раније. |                              |                              |                             |
| 13. | Аполо 11 Прва шетња Месецом | Нил Армстронг Баз Олдрин | 21. јул 1969. 02.39.33       | 21. јул 1969. 05.11.39       | 2 сата 31 минут 40 секунди  |
| 13. | Аполо 11 Прва шетња Месецом | Армстронг је постао први човек који је крочио на површину Месеца. Олдрин га је следио, описавши Месец као „величанствену пустош“. Током два и по часа шетње по површини Месеца, двојица астронаута су поставили пакет са експериментима, примили позив од председника Ричарда Никсона, прикупили су узорке прашине и стена, подигли заставу Сједињених Америчких Држава, и снимили неколико фотографија. Армстронг је јавио контроли мисије да је кретање по Месецу било лакше од симулација које су радили на Земљи. |                              |                              |                             |
| 14. | Аполо 12 EVA 1              | Пит Конрад Алан Бин | 19. новембар 1969. 11.32.35  | 19. новембар 1969. 15.28.38  | 3 сата 56 сати 3 секунде    |
| 14. | Аполо 12 EVA 1              | Током прве шетње Месецом мисије Аполо 12, Конрад и Бин су отпаковали модуларну платформу за складиштење опреме (енгл. Modular Equipment Stowage Assembly), подигли су фолију за хватање сунчевог ветра, скупили су неколико узорака тла и стена, и отпаковали лунарни површински експериментални пакет (енгл. Apollo Lunar Surface Experiments Package). На самом почетку шетње Бин је случајно усмерио ТВ камеру према Сунцу и тиме је она уништена. Комуникација са Земљом је у остатку ове и током целе наредне шетње била само путем радио-везе, без пријема видео сигнала. Двојица астронаута су се изненадили када су пронашли фотографије Плејбој девојке месеца закачене на странице подсетника које су носили око руке. Фотографије су као шалу поставили чланови резервне посаде за ову мисију. |                              |                              |                             |
| 15. | Apollo 12 EVA 2             | Пит Конрад Алан Бин | 20. новембар 1969. 03.54.45  | 20. новембар 1969. 07.44.00  | 3 сата 49 минута 15 секунди |
| 15. | Apollo 12 EVA 2             | Конрад и Бин прикупили су још узорака прашине и стена, а затим су прешли око 180 m до роботског лендера Сурвејор-3, са којег су скинули неке делове (укључујући и ТВ камеру). Касније су спаковали и фолију за хватање сунчевог ветра коју су поставили током претходне шетње. |                              |                              |                             |

|  |  |  |  |

|  |  |  |  |  |

## Шетње свемиром и Месецом у периоду 1970—1979. г.
Почетак и крај шетње дат је по универзалном времену (УТЦ).
| #   | Свемирска летелица                                         | Учесници | Почетак (УТЦ)               | Крај (УТЦ)                  | Трајање                     |
| 16. | Аполо 14 EVA 1                                             | Алан Шепард Едгар Мичел | 5. фебруар 1971. 14.42.13   | 5. фебруар 1971. 19.30.50   | 4 сата 47 минута 50 секунди |
| 16. | Аполо 14 EVA 1                                             | Шепард и Мичел су отпаковали модуларну платформу за складиштење опреме, прикупили узорке тла, и успешно поставили ТВ камеру. Затим су подигли заставу САД и фолију за хватање сунчевог ветра. Касније су отпаковали лунарни површински експериментални пакет и наставили са прикупљањем узорака тла и неколико већих стена. |                             |                             |                             |
| 17. | Аполо 14 EVA 2                                             | Алан Шепард Едгар Мичел | 6. фебруар 1971. 08.11.15   | 6. фебруар 1971. 12.45.56   | 4 сата 34 минута 41 секунда |
| 17. | Аполо 14 EVA 2                                             | Шепард и Мичел прешли су око 1.300 m уз страну оближњег кратера, прикупили су узорке стена, снимили фотографије и отпаковали преносиви магнетометар. Иако су пришли близу, астронаути нису наишли на ивицу кратера јер су имали потешкоћа при кретању преко неравног терена. Пре повратка у Лунарни модул, Шепард је употребио модификовани алат за прикупљање узорака како би извео пар голф удараца. |                             |                             |                             |
| 18. | Аполо 15 „стојећа“                                         | Дејвид Скот | 31. јул 1971. 00.16.49      | 31. јул 1971. 00.49.56      | 33 минута 7 секунди         |
| 18. | Аполо 15 „стојећа“                                         | Скот је провирио кроз горњи отвор Лунарног модула како би визуелно осмотрио и фотографисао терен око места слетања. Тиме су изабране дестинације које ће два астронаута посетити током шетњи Месецом и путање којима ће моћи да се крећу уз помоћ Лунарног ровера. |                             |                             |                             |
| 19. | Аполо 15 EVA 1                                             | Дејвид Скот Џејмс Ирвин | 31. јул 1971. 13.12.17      | 31. јул 1971. 19.45.59      | 6 сати 32 минута 42 секунде |
| 19. | Аполо 15 EVA 1                                             | Скот и Ирвин су први тим астронаута који је возио Лунарни ровер по површини Месеца. Укрцали су се у ровер (опремљен ТВ камером са које је видео преношен уживо до Хјустона) и одвезли до Елбоу кратера, а затим до кратера Сент Џорџ, сакупљајући успут узорке тла и стена, као и велики број фотографија. Укупно су прешли 9 km. На повратном путу ка Лунарном модулу астронаути су отпаковали лунарни површински експериментални пакет . |                             |                             |                             |
| 20. | Аполо 15 EVA 2                                             | Дејвид Скот Џејмс Ирвин | 1. август 1971. 11.48.48    | 1. август 1971. 19.01.02    | 7 сати 12 минута 14 секунди |
| 20. | Аполо 15 EVA 2                                             | Скот и Ирвин кренули су на југ Лунарним ровером и направили кружну путању у дужини од скоро 11 km. Успут су прикупљали узорке тла и стена, као и велики број фотографија околине. Направили су краће паузе на три локације. На ободу једног од кратера астронаути су приметили и прикупили узорке беличастих стена за које се касније испоставило да су стари скоро 4,5 милијарди година. Старост ових стена је скоро иста као старост самог Месеца. Заведен под називом узорак 15415, овај узорак постао је познат као Камен постања (енгл. Genesis Rock), и најстарији је узорак стене прикупљен током свих мисија пројекта Аполо. По повратку, завршили су монтажу експерименталног пакета ALSEP, а након тога су ушли у Лунарни модул. |                             |                             |                             |
| 21. | Аполо 15 EVA 3                                             | Дејвид Скот Џејмс Ирвин | 2. август 1971. 08.52.14    | 2. август 1971. 13.42.04    | 4 сата 49 минута 50 секунди |
| 21. | Аполо 15 EVA 3                                             | Последња вожња астронаута Лунарним ровером, прешли су око 4,5 km ка западу. Успут су прикупљали узорке тла и фотографисали околину. При повратку су свратили до експерименталног пакета и покупили веома дуг узорак тла који је бушилицом извађен са веће дубине. |                             |                             |                             |
| 22. | Аполо 15 Трансземаљска                                     | Алфред Ворден Џејмс Ирвин („стојећа“) | 5. август 1971. 15.31.12    | 5. август 1971. 16.10.19    | 39 минута 7 секунди         |
| 22. | Аполо 15 Трансземаљска                                     | Прва шетња у дубоком свемиру. Ворден је три пута отишао до модула са научним инструментима (SIM, енгл. Scientific Instrument Module), који се налазио на сервисном модулу, како би покупио касете са филмом панорамских и камера за мапирање терена. Успут је извршио инспекцију модула у потрази за било каквим аномалијама. Ирвин је стајао код врата командног модула како би помогао при складиштењу касета и да би фотографисао Вордена у свемиру. |                             |                             |                             |
|     |                                                            | |                             |                             |                             |
| 23. | Аполо 16 EVA 1                                             | Џон Јанг Чарлс Дјук | 21. април 1972. 16.47.28    | 21. април 1972. 23.58.40    | 7 сати 11 минута 2 секунде  |
| 23. | Аполо 16 EVA 1                                             | Јанг и Дјук су прво намонтирали пакет ALSEP. Затим су астронаути сели у Лунарни ровер и отишли до кратера названих Флег, Спук и Бастер, где су прикупили узорке и снимили фотографије. Код кратера Бастер астронаути су поставили лунарни портабилни магнетометар. |                             |                             |                             |
| 24. | Аполо 16 EVA 2                                             | Џон Јанг Чарлс Дјук | 22. април 1972. 16.33.35    | 22. април 1972. 23.56.44    | 7 сати 23 минута 9 секунди  |
| 24. | Аполо 16 EVA 2                                             | Астронаути Јанг и Дјук одвезли су се до обронака Камене планине (енгл. Stone Mountain), успут су се зауставили на девет локација како би прикупили узорке и фотографије, и поставили портабилни лунарни магнетометар. Лунарним ровером су укупно прешли 11,2 km. |                             |                             |                             |
| 25. | Аполо 16 EVA 3                                             | Џон Јанг Чарлс Дјук | 23. април 1972. 15.25.28    | 23. април 1972. 21.05.31    | 5 сати 40 минута 3 секунде  |
| 25. | Аполо 16 EVA 3                                             | Јанг и Дјук су се поново укрцали у Лунарни ровер и одвезли се до кратера Палмето и Енд, а на крају су стигли до обода Норт Реј кратера. Након обиласка обода овог кратера упутили су се назад ка Лунарном модулу, у чијој се близини налазила велика стена названа Хаус рок (енгл. House Rock). Јанг и Дјук поставили су брзински рекорд на површини Месеца током треће EVA који износи 16,9 km/h. |                             |                             |                             |
| 26. | Аполо 16 Трансземаљска                                     | Томас Метингли Чарлс Дјук („стојећа“) | 25. април 1972. 20.33.46    | 25. април 1972. 21.57.28    | 1 сат 23 минута 42 секунде  |
| 26. | Аполо 16 Трансземаљска                                     | Пилот командног модула Метингли покупио је касете са филмом панорамских и камера за мапирање терена. Пилот Лунарног модула Дјук стајао је на вратима као подршка Метинглију. |                             |                             |                             |
| 27. | Аполо 17 EVA 1                                             | Џин Сернан Харисон Шмит | 11. децембар 1972. 23.54.49 | 12. децембар 1972. 07.06.42 | 7 сати 11 минута 53 секунде |
| 27. | Аполо 17 EVA 1                                             | Сернан и Шмит поставили су ALSEP. Због мањка времена њихова прва вожња Лунарним ровером је морала да буде скраћена, тако да су посетили само једну локацију — кратер Емори. Прешли су око 3,5 и прикупили око 14 kg геолошких узорака.‍:pp. 10–15 |                             |                             |                             |
| 28. | Аполо 17 EVA 2                                             | Џин Сернан Харисон Шмит | 12. децембар 1972. 23.28.06 | 13. децембар 1972. 07.05.02 | 7 сати 36 минута 56 секунди |
| 28. | Аполо 17 EVA 2                                             | Сернан и Шмит прешли су скоро 8 Лунарним ровером, свраћајући успут код два кратера како би прикупили узорке. Код кратера Шорти Шмит је открио тло наранџасте боје. |                             |                             |                             |
| 29. | Аполо 17 EVA 3 - за сада последња шетња по површини Месеца | Џин Сернан Харисон Шмит | 13. децембар 1972. 22.25.48 | 14. децембар 1972. 05.40.56 | 7 сати 15 минута 8 секунди  |
| 29. | Аполо 17 EVA 3 - за сада последња шетња по површини Месеца | На својој последњој шетњи по површини Месеца, Сернан и Шмит сели су у Лунарни ровер и упутили се ка северу. Истражили су велику расцепљену стену названу Трејсина стена (енгл. Tracy’s Rock), названу по Сернановој ћерци Трејси. Успут су прикупљали узорке, снимали фотографије и усмено описивали контроли мисије изглед области у којој се налазе. При повратку су посетили једно брдо и један кратер, а на крају су укупно прешли 12,1 km.‍:pp. 10–16 Сернан је последњи човек који је до данас ходао по Месецу. |                             |                             |                             |
| 30. | Аполо 17 Трансземаљска                                     | Роналд Еванс Харисон Шмит („стојећа“) | 17. децембар 1972. 20.27.40 | 17. децембар 1972. 21.33.24 | 1 сат 5 минута 44 секунде   |
| 30. | Аполо 17 Трансземаљска                                     | Последња шетња у дубоком свемиру у историји. Није било проблема током рутинске EVA, током које је Еванс покупио касете са филмом панорамских и камера за мапирање терена и проследио их Шмиту који је стајао у отвору командног модула.‍:pp. 10–43 |                             |                             |                             |
|     |                                                            | |                             |                             |                             |
| 31. | Скајлаб-2 КМ EVA 1                                         | Пол Вајц | 26. мај 1973. 00.40         | 26. мај 1973. 01.20         | 40 минута                   |
| 31. | Скајлаб-2 КМ EVA 1                                         | Помоћу алата дугог 3 метра, пилот Вајц је стајао на отвореним вратима командног модула (док га је Џозеф Кервин држао за ноге) и покушао да скине стеге које су спречавале отварање једног крила соларних панела свемирске станице Скајлаб. |                             |                             |                             |
| 32. | Скајлаб-2 EVA 2                                            | Пит Конрад Џозеф Кервин | 7. јун 1973. 15.15          | 7. јун 1973. 18.40          | 3 сата 25 минута            |
| 32. | Скајлаб-2 EVA 2                                            | Конрад и Кервин су помоћу сечица монтираних на дугој шипци уклонили преостале крхотине које су спречиле потпуно отварање соларних панела (већина крхотина је отпала током лансирања). Затим су погурали соларне панеле, који су се мало теже отворили, и почели да напајају станицу електричном енергијом неопходном за нормално функционисање свих система. |                             |                             |                             |
| 33. | Скајлаб-2 EVA 3                                            | Пит Конрад Пол Вајц | 19. јун 1973. 10.55         | 19. јун 1973. 12.31         | 1 сат 36 минута             |
| 33. | Скајлаб-2 EVA 3                                            | Конрад и Вајц изашли су изван станице како би заменили касете са филмом камере монтиране на телескоп. Конрад је касније поправио један релеј који није радио тако што га је ударио јако чекићем. |                             |                             |                             |
| 34. | Скајлаб-3 EVA 1                                            | Овен Гериот Џек Лаусма | 6. август 1973. 17.30       | 7. август 1973. 00.01       | 6 сати 31 минут             |
| 34. | Скајлаб-3 EVA 1                                            | Гериот и Лаусма отворили су соларни штит како би побољшали контролу температуре унутар Скајлаба. Затим су заменили касете са филмом камере за посматрање Сунца и уградили панеле за детекцију микро-метеороида. |                             |                             |                             |
| 35. | Скајлаб-3 EVA 2                                            | Овен Гериот Џек Лаусма | 24. август 1973. 16.24      | 24. август 1973. 20.55      | 4 сати 31 минут             |
| 35. | Скајлаб-3 EVA 2                                            | Гериот и Лаусма откачили су поједине каблове на спољашњости станице, уградили нову кутију са жироскопом, а затим поново повезали каблове. На крају су заменили касете са филмом. |                             |                             |                             |
| 36. | Скајлаб-3 EVA 3                                            | Овен Гериот Алан Бин | 22. септембар 1973. 11.18   | 22. септембар 1973. 13.59   | 2 сата 41 минут             |
| 36. | Скајлаб-3 EVA 3                                            | Гериот и Бин заменили су касете са филмом камере за опсервацију Сунца. Такоше су покупили експериментални панел са узорцима термалне заштите. |                             |                             |                             |
| 37. | Скајлаб-4 EVA 1                                            | Едвард Гибсон Вилијам Поуг | 22. новембар 1973. 17.42    | 23. новембар 1973. 00.15    | 6 сати 33 минута            |
| 37. | Скајлаб-4 EVA 1                                            | Гибсон и Поуг провели су шест и по сати, током свог првог изласка у отворени свемир, мењајући касете са филмом и поправљајући антену за комуникацију са Земљом. |                             |                             |                             |
| 38. | Скајлаб-4 EVA 2                                            | Џералд Кар Вилијам Поуг | 25. децембар 1973. 16.00    | 25. децембар 1973. 23.01    | 7 сати 1 минут              |
| 38. | Скајлаб-4 EVA 2                                            | Кар и Поуг су помоћу ултраљубичасте електронографске камере и хронографске камере фотографисали комету Кохоутек. Након тога су поново заменили филм камере за опсервацију Сунца. |                             |                             |                             |
| 39. | Скајлаб-4 EVA 3                                            | Џералд Кар Едвард Гибсон | 29. децембар 1973. 17.00    | 29. децембар 1973. 20.29    | 3 сата 29 минута            |
| 39. | Скајлаб-4 EVA 3                                            | Кар и Гибсон фотографисали су комету Кохоутек након обиласка око Сунца. Затим су покупили панел са експериментима. |                             |                             |                             |
|     |                                                            | |                             |                             |                             |
| 40. | Скајлаб-4 EVA 4                                            | Џералд Кар Едвард Гибсон | 3. фебруар 1974. 15.19      | 3. фебруар 1974. 20.38      | 5 сати 19 минута            |
| 40. | Скајлаб-4 EVA 4                                            | Кар и Гибсон по последњи пут су покупили касете са филмом из камере за опсервацију Сунца. Након тога су фотографисали комету Кохоутек електронографском камером. |                             |                             |                             |
|     |                                                            | |                             |                             |                             |
| 41. | Саљут 6 - ПЕ-1                                             | Јуриј Романенко („стојећа“) Георгиј Гречко | 19. децембар 1977. 21.36    | 19. децембар 1977. 23.04    | 1 сат 28 минута             |
| 41. | Саљут 6 - ПЕ-1                                             | Излазак у отворени свемир који су спровели Романенко и Гречко био је први од стране космонаута из Русије након осам година, као и први током којег су коришћена нова одела Орлан. Гречко је извршио инспекцију предњег отвора за пристајање након неуспелог пристајања летелице Сојуз-25, али на срећу није било оштећења. Романенко, који је стајао на вратима и пружао подршку Гречку, случајно се одгурнуо од летелице, док притом није био везан сигурносним ужетом. Гречко га је спасао да не одлети у свемир. |                             |                             |                             |
|     |                                                            | |                             |                             |                             |
| 42. | Саљут 6 - ПЕ-2                                             | Владимир Коваљонок („стојећа“) Александар Иванченко | 29. јул 1978. 04.00         | 29. јул 1978. 06.20         | 2 сата 5 минута             |
| 42. | Саљут 6 - ПЕ-2                                             | Иванченко је покупио узорке и експерименте који су били прикачени на спољашњост станице Саљут 6. Коваљонок је пружао помоћ Иванченку и снимао га камером са које су слике слате директно контроли мисије. |                             |                             |                             |
|     |                                                            | |                             |                             |                             |
| 43. | Саљут 6 - ПЕ-3                                             | Валериј Риумин Владимир Љахов | 15. август 1979. 14.16      | 15. август 1979. 15.39      | 1 сат 23 минута             |
| 43. | Саљут 6 - ПЕ-3                                             | Риумин и Љахов уклонили су антену која се није аутоматски одвојила од станице Саљут 6 и спречавала је друге летелице да се споје. Након што су уклонили антену, Риумин је покупио узорке оштећене изолације и детектор микро-метеороида. |                             |                             |                             |

|  |  |  |  |

|  |  |  |  |  |

## Шетње свемиром у периоду 1980—1984. г.
Почетак и крај шетње дат је по универзалном времену (УТЦ).
| #   | Свемирска летелица | Учесници | Почетак (УТЦ)            | Крај (УТЦ)               | Трајање          |
| 44. | Саљут 7 ПЕ-1       | Анатолиј Березовој („стојећа“) Валентин Лебедев | 30. јул 1982. 02.39      | 30. јул 1982. 05.12      | 2 сата 33 минута |
| 44. | Саљут 7 ПЕ-1       | Током првог изласка у отворени свемир на станици Саљут 7 Лебедев се фиксирао у постоље за стопала, док му је Березовој помагао стојећи на вратима станице. Након прикупљања старих и постављања нових узорака на спољашњост станице, Лебедев је испробао методе за склапање и расклапање елемената у свемиру, укључујући панел експеримента Исток на којем је завртао и одвртао вијке посебно конструисаним кључем.                               |                          |                          |                  |
| 45. | СТС-6 EVA 1        | Стори Масгрејв Доналд Петерсон | 7. април 1983. 21.05     | 8. април 1983. 01.15     | 4 сата 10 минута |
| 45. | СТС-6 EVA 1        | Масгрејв и Петерсон спровели су прву шетњу свемиром из спејс-шатла. Време су утрошили на проверу својих свемирских одела и алата који ће бити коришћени током радова у свемиру у будућности. |                          |                          |                  |
| 46. | Саљут 7 ПЕ-2 EVA 1 | Владимир Љаков Александар Александров | 1. новембар 1983. 04.47  | 1. новембар 1983. 07.36  | 2 сата 50 минута |
| 46. | Саљут 7 ПЕ-2 EVA 1 | Љаков и Александров додали су нови соларни панел на Саљут 7, користећи технике које је Лебедев пробао током претходне шетње. |                          |                          |                  |
| 47. | Саљут 7 ПЕ-2 EVA 2 | Владимир Љаков Александар Александров | 3. новембар 1983. 03.47  | 3. новембар 1983. 06.62  | 2 сата 55 минута |
| 47. | Саљут 7 ПЕ-2 EVA 2 | Љаков и Александров додали су други соларни панел, чиме су повећали производњу енергије станице за 50%. |                          |                          |                  |
|     |                    | |                          |                          |                  |
| 48. | СТС-41-B EVA 1     | Брус Макендлес Роберт Стјуарт | 7. фебруар 1984.         | 7. фебруар 1984.         | 5 сати 55 минута |
| 48. | СТС-41-B EVA 1     | Мекендлс и Стјуарт кретали су се у околини шатла помоћу јединице за маневрисање (MMU, енгл. Manned Maneuvering Unit) и то је прва шетња свемиром током које астронаути нису били повезани сигурносним ужетом са летелицом. Оба астронаута вежбали су коришћење алата и процедура које ће им требати током хватања и поправке свемирске летелице Мисија соларног максимума (SMM, енгл. Solar Maximum Mission).                                                                                 |                          |                          |                  |
| 49. | СТС-41-B EVA 2     | Брус Макендлес Роберт Стјуарт | 9. фебруар 1984.         | 9. фебруар 1984.         | 6 сати 17 минута |
| 49. | СТС-41-B EVA 2     | Мекендлс и Стрјуарт наставили су испитивање јединица за маневрисање (MMU). Такође су наставили са увежбавањем рада са алатима и процедура које ће бити коришћене при хватању и поправци сонде SMM. |                          |                          |                  |
| 50. | СТС-41-C EVA 1     | Џорџ Нелсон Џејмс ван Хофтен | 8. април 1984. 14.18     | 8. април 1984. 16.56     | 2 сата 38 минута |
| 50. | СТС-41-C EVA 1     | Нелсон се помоћу пребацио до сателита . Ван Хофтен је остао у хипобаричној комори шатла и био у приправности у случају да је Нелсону потребна помоћ. Након три неуспешна покушаја да прихвати помоћу посебно конструисаног алата, и након једног неуспешног покушаја да га прихвати рукама, астронаути су се вратили у спејс-шатл Чаленџер. Сонда привучена је следећег дана помоћу система за даљинску манипулацију спејс-шатла (роботске руке). |                          |                          |                  |
| 51. | СТС-41-C EVA 2     | Џорџ Нелсон Џејмс ван Хофтен | 11. април 1984. 08.58    | 11. април 1984. 15.42    | 6 сати 44 минута |
| 51. | СТС-41-C EVA 2     | Нелсон и ван Хофтен завршили су поправку сонде SMM, а затим су наставили испитивања јединица за маневрисање. |                          |                          |                  |
| 52. | Саљут 7 ПE-3 EVA 1 | Леонид Кизим Владимир Соловјов | 23. април 1984. 04.31    | 23. април 1984. 08.46    | 4 сата 20 минута |
| 52. | Саљут 7 ПE-3 EVA 1 | Кизим и Соловјов спровели су прву од пет шетњи како би поправили пробушени главно црево оксидационог агенса на станици Саљут 7. Током ове шетње су поставили нове мердевине како би преко њих могли да приступе оштећеном цреву. |                          |                          |                  |
| 53. | Саљут 7 ПE-3 EVA 2 | Леонид Кизим Владимир Соловјов | 26. април 1984. 02.40    | 26. април 1984. 07.40    | 4 сата 56 минута |
| 53. | Саљут 7 ПE-3 EVA 2 | Током друге од планираних пет шетњи, Кизим и Соловјов уклонили су изолацију и уградили вентил на резервно црево. |                          |                          |                  |
| 54. | Саљут 7 ПE-3 EVA 3 | Леонид Кизим Владимир Соловјов | 29. април 1984. 01.35    | 29. април 1984. 04.20    | 2 сата 45 минута |
| 54. | Саљут 7 ПE-3 EVA 3 | Током треће шетње Кизим и Соловјов уградили су шант који заобилази оштећени сегмент црева. |                          |                          |                  |
| 55. | Саљут 7 ПE-3 EVA 4 | Леонид Кизим Владимир Соловјов | 3. мај 1984. 23.15       | 3. мај 1984. 02.00       | 2 сата 45 минута |
| 55. | Саљут 7 ПE-3 EVA 4 | Кизим и Соловјов су током четврте шетње уградили други шант и заменили термалну изолацију. |                          |                          |                  |
| 56. | Саљут 7 ПE-3 EVA 5 | Леонид Кизим Владимир Соловјов | 18. мај 1984. 17.52      | 18. мај 1984. 20.57      | 3 сата 5 минута  |
| 56. | Саљут 7 ПE-3 EVA 5 | Након потешкоћа са поквареном ручком чекрка, Кизим и Соловјов уградили су још два соларна панела на станицу. |                          |                          |                  |
| 57. | Саљут 7 ВЕ-4 EVA 1 | Светлана Савицкаја Владимир Џанибеков | 25. јул 1984. 14.55      | 25. јул 1984. 18.29      | 3 сата 35 минута |
| 57. | Саљут 7 ВЕ-4 EVA 1 | Савицкаја и Џанибеков испитали су вишенаменски алат на неколико металних узорака. Савицкаја је постала прва жена која је изашла у отворени свемир. |                          |                          |                  |
| 58. | Саљут 7 ПE-3 EVA 6 | Леонид Кизим Владимир Соловјов | 8. август 1984. 08.46    | 8. август 1984. 13.46    | 5 сати           |
| 58. | Саљут 7 ПE-3 EVA 6 | Кизим и Соловјов спровели су последњу од пет шетњи за поправку оштећеног црева. Током ове шетње су употребили пнеуматски алат, који је доставила летелица Сојуз Т-12, и њиме притегли крајеве црева које је напукло. |                          |                          |                  |
| 59. | СТС-41-G EVA 1     | Дејвид Листма Кетрин Саливан | 11. октобар 1984. 15.38  | 11. октобар 1984. 19.05  | 3 сата 29 минута |
| 59. | СТС-41-G EVA 1     | Саливан и Листма демонстрирали су употребу система за досипање горива (ORS , енгл. Orbital Refueling System), укључујући и уградњу сета за одржавање вентила ORS-а. Кетрин Саливан је прва Американка, и друга жена у историји која је изашла у отворени свемир. |                          |                          |                  |
| 60. | СТС-51-A EVA 1     | Џозеф Ален Дејл Гарднер | 12, новембар 1984. 13.25 | 12. новембар 1984. 19.25 | 6 сати           |
| 60. | СТС-51-A EVA 1     | Ален се помоћу јединице за маневрисање пребацио до сателита и полако га допремио до теретног простора шатла Дискавери. Гарднер и Ален причврстили су сателит за теретни простор шатла за повратак на Земљу. |                          |                          |                  |
| 61. | СТС-51-A EVA 2     | Џозеф Ален Дејл Гарднер | 14. новембар 1984. 11.09 | 14. новембар 1984. 16.51 | 5 сати 42 минута |
| 61. | СТС-51-A EVA 2     | У сценарију који је био сличан оном из прве EVA мисије СТС-51-A, Гарднер се помоћу јединице за маневрисање пребацио до сателита и допремио га у теретни простор орбитера. Ален и Гарднер су затим причврстили сателит у теретни простор за повратак на Земљу. |                          |                          |                  |

|  |  |  |

|  |  |  |  |

## Шетње свемиром у периоду 1985—1989. г.
Почетак и крај шетње дат је по универзалном времену (УТЦ).
| #   | Свемирска летелица | Учесници | Почетак (УТЦ)           | Крај (УТЦ)              | Трајање          |
| 62. | СТС-51-D EVA 1     | Џефри Хофман Дејвид Григс | 16. април 1985.         | 16. април 1985.         | 3 сата 6 минута  |
| 62. | СТС-51-D EVA 1     | Григс и Хофман уградили су наставак за укључивање прекидача, назван флајсвотер, на крај роботске руке шатла Дискавери. Овај наставак касније је употребљен како би се једна полуга на сателиту поставила у положај за ослобађање. Ово је први пут да је спроведен непланиран (ванредан) излазак у отворени свемир у историји агенције НАСА. |                         |                         |                  |
| 63. | Саљут 7 ПE-4 EVA 1 | Владимир Џанибеков Виктор Савињух | 2. август 1985. 07.15   | 2. август 1985. 12.15   | 5 сати           |
| 63. | Саљут 7 ПE-4 EVA 1 | Џанибеков и Савињух, чије је позивно име преко радија било Памир, уградили су трећи сет соларних панела на свемирску станицу Саљут 7. |                         |                         |                  |
| 64. | СТС-51-I EVA 1     | Вилијам Фишер Џејмс ван Хофтен | 31. август 1985.        | 31. август 1985.        | 7 сати 20 минута |
| 64. | СТС-51-I EVA 1     | Ван Хофтен стао је на крај роботске руке шатла која је затим маневрисана тако да га постави у потребан положај да ухвати сателит и полако га унесе у теретни простор Дискаверија. Фишер и ван Хофтен су затим причврстили сателит за шатл и започели потребне поправке на њему. Током манипулације роботском руком дошло је до квара који је могао да угрози мисију, али је на крају све прошло у реду.                                               |                         |                         |                  |
| 65. | СТС-51-I EVA 2     | Вилијам Фишер Џејмс ван Хофтен | 1. септембар 1985.      | 1. септембар 1985.      | 4 сата 26 минута |
| 65. | СТС-51-I EVA 2     | Фишер и ван Хофтен завршили су поправке на сателиту Syncom IV-3. Затим је ван Хофтен, возећи се на крају роботске руке, изнео сателит из теретног простора шатла и ослободио га, притом му задавши благу ротацију како би сателит био стабилан при паљењу мотора које је било потребно како би се постигао жељени перигеј. |                         |                         |                  |
| 66. | СТС-61-B EVA 1     | Џери Рос Шервуд Спринг | 29. новембар 1985.      | 29. новембар 1985.      | 5 сати 32 минута |
| 66. | СТС-61-B EVA 1     | Рос и Спринг увежбавали су технике састављања и рада са алатом у теретном простору Атлантиса. Саставили су, а затим и раставили две експерименталне структуре назване EASE/ACCESS (енгл. Experimental Assembly of Structures in EVA/Assembly Concept for Construction of Erectable Space Structures). |                         |                         |                  |
| 67. | СТС-61-B EVA 2     | Џери Рос Шервуд Спринг | 1. децембар 1985.       | 1. децембар 1985.       | 6 сати 41 минут  |
| 67. | СТС-61-B EVA 2     | Рос и Спринг одрадили су додатне експерименталне радње на структурама и , а притом је коришћена и роботска рука Канадарм. |                         |                         |                  |
|     |                    | |                         |                         |                  |
| 68. | Саљут 7 ПE-6 EVA 1 | Леонид Кизим Владимир Соловјов | 28. мај 1986. 05.43     | 28. мај 1986. 09.33     | 3 сата 50 минута |
| 68. | Саљут 7 ПE-6 EVA 1 | Кизим и Соловјов скинули су панеле са експериментима који су се налазили на спољашњости станице Саљут 7, а затим су склопили експериментални апарат назван конструктор греда, као припрему за радове на станици Мир. |                         |                         |                  |
| 69. | Саљут 7 ПE-6 EVA 2 | Леонид Кизим Владимир Соловјов | 31. мај 1986. 04.57     | 31. мај 1986. 09.57     | 5 сати           |
| 69. | Саљут 7 ПE-6 EVA 2 | Кизим и Соловјов спровели су додатна испитивања на експерименталној опреми за конструисање, укључујући и варење неколико састава између греда. |                         |                         |                  |
|     |                    | |                         |                         |                  |
| 70. | Мир ПE-2 EVA 1     | Јуриј Романенко Александар Лавејкин | 11. април 1987. 19.41   | 11. април 1987. 23.21   | 3 сата 40 минута |
| 70. | Мир ПE-2 EVA 1     | Романенко и Лавејкин спровели су непланирану свемирску шетњу како би извршили инспекцију отвора за пристајање на модулу Квант, јер тај модул није успео да се споји са станицом Мир. Успели су да лоцирају и уклоне крхотине које су се заглавиле у механизму за пристајање, након чега је извршено успешно спајање модула Квант. |                         |                         |                  |
| 71. | Мир ПE-2 EVA 2     | Јуриј Романенко Александар Лавејкин | 12. јун 1987. 16.55     | 12. јун 1987. 18.48     | 1 сат 53 минута  |
| 71. | Мир ПE-2 EVA 2     | Романенко и Лавејкин уградили су део соларних панела који су били спаковани на пристиглом модулу Квант, и тако знатно повећали производњу електричне енергије која је од виталног значаја за функционисање разних система унутар станице. |                         |                         |                  |
| 72. | Мир ПE-2 EVA 3     | Јуриј Романенко Александар Лавејкин | 16. јун 1987. 15.30     | 16. јун 1987. 18.45     | 3 сата 15 минута |
| 72. | Мир ПE-2 EVA 3     | Романенко и Лавејкин уградили су остатак соларних панела који су били спаковани на модулу Квант и тако додатно повећали енергетски капацитет станице Мир. |                         |                         |                  |
|     |                    | |                         |                         |                  |
| 73. | Мир ПE-3 EVA 1     | Владимир Титов Муса Манаров | 26. фебруар 1988. 09.00 | 26. фебруар 1988. 13.55 | 4 сата 25 минута |
| 73. | Мир ПE-3 EVA 1     | Титов и Манаров заменили су део соларних панела уграђених годину дана раније од стране Романенка и Лавејкина. Такође су имали довољно времена да обиђу све портове за пристајање и са њих обришу прашину која се временом накупила. p. |                         |                         |                  |
| 74. | Мир ПE-3 EVA 2     | Владимир Титов Муса Манаров | 30. јун 1988. 05.33     | 30. јун 1988. 10.43     | 5 сати 10 минута |
| 74. | Мир ПE-3 EVA 2     | Титов и Манаров покушали су да замене телескоп X-зрака који се налазио на модулу Квант, а да притом шетња није претходно испланирана или увежбавана на Земљи. Уместо тога, тренирали су гледајући видео-касете и причајући са космонаутима који су све потребне радње провежбали у базену. Шетња је завршена прерано јер се поломио један од специјалних кључева за дотезање вијака.                                                                  |                         |                         |                  |
| 75. | Мир ПE-3 EVA 3     | Владимир Титов Муса Манаров | 20. октобар 1988. 05.59 | 20. октобар 1988. 10.11 | 4 сата 12 минута |
| 75. | Мир ПE-3 EVA 3     | Помоћу нових алата, достављених аутоматским бродом за снабдевање Прогрес 38, Титов и Манаров завршили су замену телескопа X-зрака на модулу Квант. |                         |                         |                  |
| 76. | Мир ПE-4 EVA 1     | Александар Волков Жан Луп Критијан | 9. децембар 1988. 09.57 | 9. децембар 1988. 15.57 | 6 сати           |
| 76. | Мир ПE-4 EVA 1     | Прва шетња свемиром за једног држављанина Француске започела је када су Волков и Критијан изашли изван станице Мир да поставе опрему и експерименте. Совјетско-Француски тим уградио је рукохвате на спољашњост станице, поставио и повезао напајање ормара Enchantillons, и поставио експериментални пакет ERA. Овај пакет се није отворио приликом првог слања команди из унутрашњости станице. Волков је морао мало да га „чукне“ како би се у потпуности отворио. |                         |                         |                  |

|  |  |  |  |

## Шетње свемиром у периоду 1990—1994. г.
Почетак и крај шетње дат је по универзалном времену (УТЦ).

#### Шетње свемиром током 1990. г.
| #   | Свемирска летелица | Учесници | Почетак (УТЦ)           | Крај (УТЦ)              | Трајање          |
| 77. | Мир ПE-5 EVA 1     | Александар Викторенко Александар Серебров | 8. јануар 1990. 20.23   | 8. јануар 1990. 23.19   | 2 сата 56 минута |
| 77. | Мир ПE-5 EVA 1     | Викторенко и Серебров уградили су нове сензоре трагача звезда, који су пристигли са новим модулом Квант-2, на модул Квант-1. |                         |                         |                  |
| 78. | Мир ПE-5 EVA 2     | Александар Викторенко Александар Серебров | 11. јануар 1990. 18.01  | 11. јануар 1990. 20.55  | 2 сата 54 минута |
| 78. | Мир ПE-5 EVA 2     | Викторенко и Серебров упаковали су више ормара са експериментима, од којих су неки враћени у унутрашњост станице за повратак на Земљу летелицом Сојуз, а неки су одбачени да сагоре у атмосфери. Затим су модификовали порт за пристајање како би омогућили спајање новог модула Кристал. |                         |                         |                  |
| 79. | Мир ПE-5 EVA 3     | Александар Викторенко Александар Серебров | 26. јануар 1990. 12.09  | 26. јануар 1990. 15.11  | 3 сата 2 минута  |
| 79. | Мир ПE-5 EVA 3     | Викторенко и Серебров први пут су користили нова свемирска одела Орлан-ДМА. Космонаути су, такође по први пут, користили секцију модула Квант-2 као хипобаричну комору. Током овог изласка у отворени свемир космонаути су поставили алку за коју ће се везивати по изласку из хипобаричне коморе, а затим су уклонили антену система за аутоматско пристајање КУРС како не би сметала током будућих . |                         |                         |                  |
| 80. | Мир ПE-5 EVA 4     | Александар Викторенко Александар Серебров | 1. фебруар 1990. 08.15  | 1. фебруар 1990. 13.14  | 4 сата 59 минута |
| 80. | Мир ПE-5 EVA 4     | Викторенко и Серебров извршили су испитивања уређаја („летећа столица“), који је имао исту улогу као јединица за маневрисање агенције НАСА. Са уређајем на себи космонаут се одвојио од станице, али је све време био привезан сигурносним ужетом за модул Квант-2. |                         |                         |                  |
| 81. | Мир ПE-5 EVA 5     | Александар Викторенко Александар Серебров | 5. фебруар 1990. 06.08  | 5. фебруар 1990. 09.53  | 3 сата 45 минута |
| 81. | Мир ПE-5 EVA 5     | Викторенко и Серебров извршили су додатна испитивања уређаја SPK. Викторенко се удаљио чак 45 m од станице Мир. |                         |                         |                  |
| 82. | Мир ПE-6 EVA 1     | Анатолиј Соловјов Александар Баландин | 17. јул 1990. 13.06     | 17. јул 1990. 20.22     | 7 сати           |
| 82. | Мир ПE-6 EVA 1     | На почетку шетње свемиром, која је за циљ имала да се поправи поцепана изолација на летелици Сојуз ТМ-9, Соловјов и Баландин су отворили врата на секцији модула Квант-2, који се користио као хипобарична комора, пре него што је притисак у тој секцији сведен на нулу (вакуум) и тако их оштетили. Космонаути су наставили и поправили оштећену изолацију на летелици Сојуз, али су због мањка времена морали да се врате у модул Квант-2, а да притом нису стигли да прикупе сав алат и мердевине које су користили. По уласку у модул Квант-2 нису успели у потпуности да затворе оштећена врата, тако да су морали да користе централну секцију овог модула као помоћну хипобаричну комору. |                         |                         |                  |
| 83. | Мир ПE-6 EVA 2     | Анатолиј Соловјов Александар Баландин | 26. јул 1990. 11.15     | 26. јул 1990. 14.46     | 3 сата 31 минут  |
| 83. | Мир ПE-6 EVA 2     | Соловјов и Баландин изашли су у шетњу свемиром поново користећи централну секцију модула Квант-2 као хипобаричну комору. Затим су изашли до оштећених врата и детаљно их фотографисали како би инжењери у контроли мисије могли да пронађу адекватно решење за поправку. Након тога су покупили сав алат и мердевине које су им током претходне шетње остали изван станице. Из контроле мисије су им затим јавили да су на фотографијама уочили крхотине на шаркама врата, које су затим космонаути пронашли и уклонили, и тако успели у потпуности да затворе врата. |                         |                         |                  |
| 84. | Мир ПE-7 EVA 1     | Генадиј Манаков Генадиј Стрекалов | 29. октобар 1990. 21.45 | 30. октобар 1990. 00.30 | 2 сата 45 минута |
| 84. | Мир ПE-7 EVA 1     | Манаков и Стрекалов напустили су Мир кроз оштећена врата модула Квант-2. Након што су уклонили изолацију око врата увидели су да је оштећење знатно веће него што се раније претпостављало. Иако нису успели у потпуности да поправе врата, оставили су на њима опрему за поправку и затим се вратили у унутрашњост станице. |                         |                         |                  |

#### Шетње свемиром током 1991. г.
| #   | Свемирска летелица | Учесници | Почетак (УТЦ)          | Крај (УТЦ)             | Трајање          |
| 85. | Мир ПE-8 EVA 1     | Виктор Афанасјев Муса Манаров | 7. јануар 1991. 17.03  | 7. јануар 1991. 22.21  | 5 сати 18 минута |
| 85. | Мир ПE-8 EVA 1     | Афанасјев и Манаров успели су у потпуности да поправе оштећена врата модула Квант-2. Космонаути су затим поставили опрему која ће бити уграђена током неке од будућих EVA. |                        |                        |                  |
| 86. | Мир ПE-8 EVA 2     | Виктор Афанасјев Муса Манаров | 23. јануар 1991. 10.59 | 23. јануар 1991. 16.32 | 5 сати 33 минута |
| 86. | Мир ПE-8 EVA 2     | Афанасјев и Манаров изашли су кроз поправљена врата модула Квант-2, и затим уградили нови теретни кран Стрела на базни блок (модул) станице Мир. |                        |                        |                  |
| 87. | Мир ПE-8 EVA 3     | Виктор Афанасјев Муса Манаров | 26. јануар 1991. 09.00 | 26. јануар 1991. 15.20 | 6 сати 20 минута |
| 87. | Мир ПE-8 EVA 3     | Афанасјев и Манаров провели су више од 6 сати постављајући држаче на модул Квант-1 који ће бити потпора соларним панелима на модулу Кристал. |                        |                        |                  |
| 88. | СТС-37 EVA 1       | Џери Рос Џероум Епт | 7. април 1991.         | 7. април 1991.         | 4 сата 26 минута |
| 88. | СТС-37 EVA 1       | Пошто се антена на Опсерваторији гама зрака (енгл. Gamma Ray Observatory) није отворила, Рос и Епт изашли су у непланирану шетњу свемиром како би помогли при отварању антене и припремили сателит за отпуштање у свемир. |                        |                        |                  |
| 89. | СТС-37 EVA 2       | Џери Рос Џероум Епт | 8. април 1991.         | 8. април 1991.         | 5 сати 47 минута |
| 89. | СТС-37 EVA 2       | Рос и Епт отпаковали су и тестирали неколико мобилних алата који су се кретали по шинама, и који ће се можда користити при изградњи будућих свемирских станица. |                        |                        |                  |
| 90. | Мир ПE-8 EVA 4     | Виктор Афанасјев Муса Манаров | 25. април 1991. 20.29  | 26. април 1991. 00.03  | 3 сата 34 минута |
| 90. | Мир ПE-8 EVA 4     | Манаров је извршио инспекцију и камером снимио антену система КУРС на модулу Квант-1, при чему је увидео да један тањир антене недостаје. Затим су Афанасјев и Манаров поново уградили камеру на модул Квант-2, коју су раније уклонили и поправили. |                        |                        |                  |
| 91. | Мир ПE-9 EVA 1     | Анатолиј Арцебарски Сергеј Крикаљов | 24. јун 1991. 21.11    | 25. јун 1991. 02.09    | 4 сата 58 минута |
| 91. | Мир ПE-9 EVA 1     | Арцебарски и Крикаљов изашли су кроз врата модула Квант-2, а затим прешли на други крај станице Мир где су заменили оштећену антену система КУРС. Пре него што су се вратили у хипобаричну комору, космонаути су спровели испитивања експерименталног структурног споја. |                        |                        |                  |
| 92. | Мир ПE-9 EVA 2     | Анатолиј Арцебарски Сергеј Крикаљов | 28. јун 1991. 19.02    | 28. јун 1991. 22.26    | 3 сата 24 минута |
| 92. | Мир ПE-9 EVA 2     | Арцебарски и Крикаљов на спољашњост станице Мир поставили су ТРЕК, детектор космичких зрака развијен на Универзитету Калифорније. |                        |                        |                  |
| 93. | Мир ПE-9 EVA 3     | Анатолиј Арцебарски Сергеј Крикаљов | 15. јул 1991. 11.45    | 15. јул 1991. 17.41    | 5 сати 56 минута |
| 93. | Мир ПE-9 EVA 3     | Уз помоћ теретног крана Стрела, Арцебарски и Крикаљов преместили су мердевине и делове базне платформе за греду Софора са модула Квант-2 на модул Квант-1, и тамо их уградили. |                        |                        |                  |
| 94. | Мир ПE-9 EVA 4     | Анатолиј Арцебарски Сергеј Крикаљов | 19. јул 1991. 11.10    | 19. јул 1991. 16.38    | 5 сати 28 минута |
| 94. | Мир ПE-9 EVA 4     | Арцебарски и Крикаљов започели су састављање греде Софора, уградивши три од укупно двадесет делова. |                        |                        |                  |
| 95. | Мир ПE-9 EVA 5     | Анатолиј Арцебарски Сергеј Крикаљов | 23. јул 1991. 09.15    | 23. јул 1991. 14.57    | 5 сати 42 минута |
| 95. | Мир ПE-9 EVA 5     | Арцебарски и Крикаљов наставили су састављање греде Софора, уградивши још једанаест делова. |                        |                        |                  |
| 96. | Мир ПE-9 EVA 6     | Анатолиј Арцебарски Сергеј Крикаљов | 27. јул 1991. 08.44    | 27. јул 1991. 15.33    | 6 сати 49 минута |
| 96. | Мир ПE-9 EVA 6     | Арцебарски и Крикаљов комплетирали су греду Софора, уградивши последњих шест делова, а затим су поставили малу заставу Совјетског Савеза на врх структуре. Арцебарски је пред крај шетње био преморен и почео је убрзано да дише, па је имао проблема са визиром на оделу који се замагљивао, али је Крикаљов успео полако да га наведе до хипобаричне коморе. Арцебарски је касније изјавио да га поглед „доле”, ка Земљи, није плашио иако је био на висини од преко 400 km, али га је поглед са врха греде Софора ка остатку станице (око 15 m) мало уплашио. |                        |                        |                  |

|  |  |

#### Шетње свемиром током 1992. г.
| #    | Свемирска летелица | Учесници | Почетак (УТЦ)             | Крај (УТЦ)                | Трајање          |
| 97.  | Мир ПE-10 EVA 1    | Александар Волков Сергеј Крикаљов | 20. фебруар 1992. 20.09   | 21. фебруар 1992. 00.21   | 4 сата 12 минута |
| 97.  | Мир ПE-10 EVA 1    | Волков и Крикаљов одрадили су послове редовног одржавања на спољашњости станице Мир, у шта је спадало и чишћење сочива свих камера. Волков је имао проблема са расхладним системом свог одела Орлан, тако да није могао пуно да се креће. |                           |                           |                  |
| 98.  | СТС-49 EVA 1       | Пјер Тоу Ричард Хајб | 10. мај 1992. 20.40       | 11. мај 1992. 00.23       | 3 сата 43 минута |
| 98.  | СТС-49 EVA 1       | Тоу је покушао да прихвати сателит користећи посебно конструисану шипку која је била складиштена у теретном простору шатла Ендевор, док је Хајб био у теретном простору и чекао да помогне приликом причвршћивања сателита у теретни простор. Након неколико неуспешних покушаја да се ухвати сателит, астронаути су се вратили у хипобаричну комору шатла и завршили шетњу. Успут су дискутовали са контролом мисије о проблемима који су се јавили и како би они могли да се превазиђу. |                           |                           |                  |
| 99.  | СТС-49 EVA 2       | Пјер Тоу Ричард Хајб | 11. мај 1992. 21.05       | 12. мај 1992. 02.35       | 5 сати 30 минута |
| 99.  | СТС-49 EVA 2       | Тоу је покушао да прихвати сателит још пет пута, док је Хајб био поред њега и помагао му. Међутим, Тоу поново није успео да шипком закачи сателит и наведе га у теретни простор шатла. |                           |                           |                  |
| 100. | СТС-49 EVA 3       | Пјер Тоу Ричард Хајб Томас Ејкерс | 13. мај 1992. 21.17       | 14. мај 1992. 05.46       | 8 сати 29 минута |
| 100. | СТС-49 EVA 3       | Тоу, Хајб и Ејкерс рукама су прихватили сателит Intelsat VI. Трио је затим лагано привео сателит до теретног простора, за њега причврстио нови ракетни мотор и затим га вратили назад у орбиту. Ова шетња свемиром била је прва у историји у којој су учествовала три астронаута. Астронаути су такође постабили и нови рекорд за дужину једне шетње свемиром. |                           |                           |                  |
| 101. | СТС-49 EVA 4       | Томас Ејкерс Кетрин Торнтон | 14. мај 1992. ~21.00      | 15. мај 1992. ~04.45      | 7 сати 44 минута |
| 101. | СТС-49 EVA 4       | Ејкерс и Торнтон испробали су нове технике за састављање структурних елемената свемирске станице. Ове технике биле су припрема за изградњу планиране свемирске станице Фридом (Слобода). |                           |                           |                  |
| 102. | Мир ПE-11 EVA 1    | Александар Викторенко Александар Калери | 8. јул 1992. 12.38        | 8. јул 1992. 14.41        | 2 сата 3 минута  |
| 102. | Мир ПE-11 EVA 1    | Викторенко и Калери извршили су инспекцију неколико делова станице, лоцираних на модулу Квант-2, близу хипобаричне коморе. Информације које су космонаути прикупили током ове шетње биле су неопходне да би се што боље испланирала следећа шетња свемиром током које ће се извршити одређене поправке. |                           |                           |                  |
| 103. | Мир ПE-12 EVA 1    | Сергеј Авдејев Анатолиј Соловјов | 3. септембар 1992. 13.32  | 3. септембар 1992. 17.28  | 3 сата 56 минута |
| 103. | Мир ПE-12 EVA 1    | Авдејев и Соловјов преместили су јединицу ВДУ са малим маневарским ракетним моторима и припремили греду Софора, на чији врх ће се касније уградити ова јединица. |                           |                           |                  |
| 104. | Мир ПE-12 EVA 2    | Сергеј Авдејев Анатолиј Соловјов | 7. септембар 1992. 11.47  | 7. септембар 1992. 16.55  | 5 сати 8 минута  |
| 104. | Мир ПE-12 EVA 2    | Авдејев и Соловјов развели су каблове који су потребни за функционисање јединице ВДУ на врху греде Софора. Такође су покупили заставу Совјетског Савеза, постављену годину дана раније на врх греде, а која је пропала од изложености радиоактивности и микро-метеоридима. |                           |                           |                  |
| 105. | Мир ПE-12 EVA 3    | Сергеј Авдејев Анатолиј Соловјов | 11. септембар 1992. 10.06 | 11. септембар 1992. 15.50 | 5 сати 44 минута |
| 105. | Мир ПE-12 EVA 3    | Авдејев и Соловјов завршили су уградњу јединице ВДУ на врх греде Софора, а затим су вратили греду у првобитан (отворен) положај. |                           |                           |                  |
| 106. | Мир ПE-12 EVA 4    | Сергеј Авдејев Анатолиј Соловјов | 15. септембар 1992. 07.49 | 15. септембар 1992. 11.22 | 3 сата 33 минута |
| 106. | Мир ПE-12 EVA 4    | Авдејев и Соловјов прикупили су узорке са соларних панела станице, а затим су преместили антену система за пристајање КУРС на модул Кристал, као припрему за долазак летелице Сојуз ТМ-16. |                           |                           |                  |

|  |  |  |

#### Шетње свемиром током 1993. г.
| #    | Свемирска летелица | Учесници | Почетак (УТЦ)                | Крај (УТЦ)                   | Трајање          |
| 107. | СТС-54 EVA 1       | Грегори Харбау Марио Ранко | 17. јануар 1993.             | 17. јануар 1993.             | 4 сата 28 минута |
| 107. | СТС-54 EVA 1       | Харбау и Ранко испробали су одређене технике за изградњу и кретање по изграђеним конструкцијама у свемиру. Показало се да су неке од испробаних техника корисне, док друге нису. |                              |                              |                  |
| 108. | Мир ПE-13 EVA 1    | Генадиј Манаков Александар Полешчук | 19. април 1993. 17.15        | 19. април 1993. 22.40        | 5 сати 25 минута |
| 108. | Мир ПE-13 EVA 1    | Манаков и Полешћчук су уз помоћ теретног крана Стрела позиционирали и уградили електрични мотор на модул Квант-1, који служи за покретање соларних панела, а који је оригинално био уграђен на модул Кристал. По завршетку уградње мотора, Полешчук је приметио да се једна од ручки на крану Стрела одвојила и одлетела у свемир. Због овога је следећа шетња свемиром морала да се одложи, јер је такође захтевала употребу теретног крана Стрела, док нова ручка не пристигне са Земље аутоматским бродом за снабдевање Прогрес. |                              |                              |                  |
| 109. | Мир ПE-13 EVA 2    | Генадиј Манаков Александар Полешчук | 18. јун 1993. 17.25          | 18. јун 1993. 21.58          | 4 сата 33 минута |
| 109. | Мир ПE-13 EVA 2    | Након што је резервни део пристигао, Манаков и Полешчук су прво поправили теретни кран Стрела, а затим уградили други електрични мотор за ротацију соларних панела. |                              |                              |                  |
| 110. | СТС-57 EVA 1       | Дејвид Лоу Питер Визоф | 25. јун 1993.                | 25. јун 1993.                | 5 сати 50 минута |
| 110. | СТС-57 EVA 1       | Лоу и Визоф помогли су да се антена прихваћеног сателита спакује у конфигурацију за повратак на Земљу. Затим су оба астронаута увежбавали маневре за изградњу у свемиру, у тандему са роботском руком шатла. |                              |                              |                  |
| 111. | Мир ПE-14 EVA 1    | Василиј Циблијев Александар Серебров | 16. септембар 1993. 05.57    | 16. септембар 1993. 10.16    | 4 сата 18 минута |
| 111. | Мир ПE-14 EVA 1    | Циблијев и Серебров започели су састављање експерименталне структуре Рапана. |                              |                              |                  |
| 112. | СТС-51 EVA 1       | Џејмс Њумен Карл Волц | 16. септембар 1993. 08.40    | 16. септембар 1993. 15.45    | 7 сати 5 минута  |
| 112. | СТС-51 EVA 1       | Њумен и Волц извршили су испитивања над алатима, сигурносној ужади и платформама за стопала као припрему за радове који ће се спровести на свемирском телескопу Хабл. Заглављен поклопац једне кутије са алатом узроковао је проблеме астронаутима, тако да је шетња морала да буде продужена 45 минута како би се тај проблем решио. |                              |                              |                  |
| 113. | Мир ПE-14 EVA 2    | Василиј Циблијев Александар Серебров | 20. септембар 1993. 03.51.50 | 20. септембар 1993. 07.05.40 | 3 сата 13 минута |
| 113. | Мир ПE-14 EVA 2    | Циблијев и Серебров завршили су састављање структуре Рапана. Искуства стечена при састављању ове структуре касније су била од великог значаја при конструисању и изградњи Међународне свемирске станице. |                              |                              |                  |
| 114. | Мир ПE-14 EVA 3    | Василиј Циблијев Александар Серебров | 28. септембар 1993. 00.57    | 28. септембар 1993. 02.48    | 1 сат 52 минута  |
| 114. | Мир ПE-14 EVA 3    | Циблијев и Серебров извршили су инспекцију спољашњих површина станице Мир у потрази за оштећењима од недавног метеорског роја Персеида. Највеће оштећење које су пронашли била је рупа пречника 5 mm на једном соларном панелу. |                              |                              |                  |
| 115. | Мир ПE-14 EVA 4    | Василиј Циблијев Александар Серебров | 22. октобар 1993. 15.47      | 22. октобар 1993. 16.25      | 38 минута        |
| 115. | Мир ПE-14 EVA 4    | Циблијев и Серебров наставили су инспекцију површина станице Мир у потрази за оштећењима од Персеида. |                              |                              |                  |
| 116. | Мир ПE-14 EVA 5    | Василиј Циблијев Александар Серебров | 29. октобар 1993. 13.38      | 29. октобар 1993. 17.50      | 4 сата 12 минута |
| 116. | Мир ПE-14 EVA 5    | Циблијев и Серебров завршили су инспекцију екстеријера станице Мир. Уочили су неколико удубљења на трупу, али није било потпуног продора. Међутим, космонаути су приметили неидентификовани комад метала који је плутао поред станице док су они радили на инспекцији. |                              |                              |                  |
| 117. | СТС-61 EVA 1       | Стори Масгрејв Џефри Хофман | 5. децембар 1993. 03.44      | 5. децембар 1993. 11.38      | 7 сати 54 минута |
| 117. | СТС-61 EVA 1       | Масгрејв и Хофман заменили су два комплета жироскопа и јединица за контролу напајања, као и комплет од осам електричних осигурача на телескопу Хабл. Астронаути су имали великих потешкоћа при затварању врата на жироскопима, вероватно због њиховог ширења на топлоти. У сарадњи са инжењерима у контроли мисије астронаути су успели на силу да затворе врата. Пре повратка у шатл, припремили су теретни простор за следећу EVA.                                                                                                |                              |                              |                  |
| 118. | СТС-61 EVA 2       | Кетрин Торнтон Томас Ејкерс | 6. децембар 1993. 03.29      | 6. децембар 1993. 10.05      | 6 сати 36 минута |
| 118. | СТС-61 EVA 2       | Торнтон се „попео“ на крај роботске руке да би маневрисао соларним панелима док је Ејкерс повезао каблове, и тако су стари панели замењени новим. Од два стара соларна панела један је одбачен у свемир, док је други савијен и спакован у теретни простор шатла за повратак на Земљу. |                              |                              |                  |
| 119. | СТС-61 EVA 3       | Стори Масгрејв Џефри Хофман | 7. децембар 1993. 03.35      | 7. децембар 1993. 10.22      | 6 сати 47 минута |
| 119. | СТС-61 EVA 3       | Масгрејв и Хофман заменили су Оптичку камеру широког поља новом Оптичком камером широког поља 2. Такође су заменили два магнетометра пре повратка у шатл Ендевор. |                              |                              |                  |
| 120. | СТС-61 EVA 4       | Кетрин Торнтон Томас Ејкерс | 8. децембар 1993. 03.13      | 8. децембар 1993. 10.03      | 7 сати 21 минут  |
| 120. | СТС-61 EVA 4       | Торнтон и Ејкерс заменили су Фотометар велике брзине инструментом COSTAR. Овим је исправљена сферична аберација главног огледала телескопа Хабл која је узроковала проблеме са фокусом. Фотометар велике брзине је спакован у теретни простор за повратак на Земљу. |                              |                              |                  |
| 121. | СТС-61 EVA 5       | Стори Масгрејв Џефри Хофман | 9. децембар 1993. 03.30      | 9. децембар 1993. 10.51      | 7 сати 21 минут  |
| 121. | СТС-61 EVA 5       | Масгрејв и Хофман заменили су електронику која покреће моторе соларних панела. Такође су поставили импровизоване заштитне навлаке преко магнетометара како би их колико-толико заштитили од крхотина. |                              |                              |                  |

|  |  |  |  |  |

#### Шетње свемиром током 1994. г.
| #    | Свемирска летелица | Учесници | Почетак (УТЦ)             | Крај (УТЦ)                | Трајање         |
| 122. | Мир ПE-16 EVA 1    | Јуриј Маленченко Талгат Мусабајев | 9. септембар 1994. 07.00  | 9. септембар 1994. 12.06  | 5 сати 4 минута |
| 122. | Мир ПE-16 EVA 1    | Маленченко и Мусабајев извршили су инспекцију порта за спајање на модулу Квант-2 са којим се сударио брод за снабдевање Прогрес М-24. Такође су извршили инспекцију модула Кристал у потрази за оштећењима од судара са летелицом Сојуз ТМ-17, и извршили поправке на секцији модула где се он спаја са базним блоком станице. |                           |                           |                 |
| 123. | Мир ПE-16 EVA 2    | Јуриј Маленченко Талгат Мусабајев | 13. септембар 1994. 06.30 | 13. септембар 1994. 12.32 | 6 сати 1 минут  |
| 123. | Мир ПE-16 EVA 2    | Маленченко и Мусабајев наставили су припремне радове за премештање соларних панела са модула Кристал на модул Квант-2. |                           |                           |                 |
| 124. | СТС-64 EVA 1       | Марк Ли Карл Мид | 16. септембар 1994. 14.42 | 16. септембар 1994. 21.33 | 6 сати 51 минут |
| 124. | СТС-64 EVA 1       | Ли и Мид успешно су извршили тестирање уређаја (енгл. ). |                           |                           |                 |

|  |  |  |

## Шетње свемиром у периоду 1995—1999. г.
Почетак и крај шетње дат је по универзалном времену (УТЦ).

#### Шетње свемиром током 1995. г.
| #    | Свемирска летелица | Учесници | Почетак (УТЦ)             | Крај (УТЦ)                | Трајање                     |
| 125. | СТС-63 EVA 1       | Мајкл Фоале Бернард Харис | 9. фебруар 1995. 11.56    | 9. фебруар 1995. 16.35    | 4 сата 38 минута            |
| 125. | СТС-63 EVA 1       | Фоале и Харис померали су објекте велике масе како би установили колики је напор потребан да се њима маневрише у бестежинском стању. Касније су испитали ефикасност новог костима за регулацију температуре унутар свемирског одела, а који се облачи пре уласка у одело, и садржи велики број цевчица кроз које протиче течност и тако се регулише температура. Да би што боље спровели ова испитивања астронаути су се прикачили за роботску руку шатла која их је удаљила од орбитера како би били изложени великој температури ван сенке коју је он стварао. Харис је био први афроамериканац који је учествовао у једној свемирској шетњи. |                           |                           |                             |
| 126. | Мир ПE-18 EVA 1    | Владимир Дежуров Генадиј Стрекалов | 12. мај 1995. 04.20.44    | 12. мај 1995. 10.35.16    | 6 сати 14 минута 32 секунде |
| 126. | Мир ПE-18 EVA 1    | Дежуров и Стрекалов извршили су припреме за долазак новог модула названог Спектр. Поставили су неколико прикључака за електричне каблове, подесили су електромоторе соларних панела, а затим су увежбавали савијање соларних панела на модулу Кристал, који ће касније бити премештени на модул Квант-1. |                           |                           |                             |
| 127. | Мир ПE-18 EVA 2    | Владимир Дежуров Генадиј Стрекалов | 17. мај 1995. 02.38       | 17. мај 1995. 09.20       | 6 сати 52 минута            |
| 127. | Мир ПE-18 EVA 2    | Дежуров и Стрекалов преместили су соларне панеле са модула Кристал на модул Квант-1. Међутим, пре него што су успешно причврстили панеле за модул Квант-1, ниво кисеоника у њиховим свемирским оделима почео је нагло да опада, тако да су панеле и сав алат само привезали за Квант-1 и одмах се упутили ка хипобаричној комори станице Мир. |                           |                           |                             |
| 128. | Мир ПE-18 EVA 3    | Владимир Дежуров Генадиј Стрекалов | 22. мај 1995. 00.10.20    | 22. мај 1995. 05.25.11    | 5 сати 14 минута 51 секунда |
| 128. | Мир ПE-18 EVA 3    | Дежуров и Стрекалов завршли су монтажу соларних панела на модул Квант-1. Такође су савили одређене соларне панеле који ће бити премештени на модул Кристал. |                           |                           |                             |
| 129. | Мир ПE-18 EVA 4    | Владимир Дежуров Генадиј Стрекалов | 28. мај 1995. 22.22       | 28. мај 1995. 22.43       | 21 минут                    |
| 129. | Мир ПE-18 EVA 4    | Дежуров и Стрекалов спровели су кратку шетњу свемиром унутар базног блока станице Мир (тако да технички нису изашли у отворени свемир, али се ипак рачуна јер су били изложени вакууму и негостољубивим условима који владају изван станице), током које су преместили поклопац за пристајање, под називом Конус, са на порт базног модула. |                           |                           |                             |
| 130. | Мир ПE-18 EVA 5    | Владимир Дежуров Генадиј Стрекалов | 1. јун 1995. 22.05.30     | 1. јун 1995. 22.28.20     | 23 минута 50 секунди        |
| 130. | Мир ПE-18 EVA 5    | Дежуров и Стрекалов су поново спровели интерну шетњу свемиром унутар трансферног одељка базног блока станице, током које су извршили припреме за премештање новог модула Спректр, и притом су преместили поклопац за пристајање Конус са на порт базног блока. |                           |                           |                             |
| 131. | Мир ПE-19 EVA 1    | Анатолиј Соловјов Николај Бударин | 14. јул 1995. 03.56       | 14. јул 1995. 09.30       | 5 сати 34 минута            |
| 131. | Мир ПE-19 EVA 1    | Соловјов и Бударин су користећи теретни кран Стрела преместили нови модул Спектр и ослободили заглављени соларни панел. Такође су извршили инспекцију отвора за пристајање и притом на њему нису приметили никаква оштећења. |                           |                           |                             |
| 132. | Мир ПE-19 EVA 2    | Анатолиј Соловјов Николај Бударин | 19. јул 1995. 00.39       | 19. јул 1995. 03.47       | 3 сата 8 минута             |
| 132. | Мир ПE-19 EVA 2    | Соловјов је имао проблема са расхладним системом на свом Орлан-ДМА свемирском оделу, тако да је морао да остане повезан са модулом Квант-2. Бударин није имао таквих пробелма, тако да је успео да оде до модула Спектр и изврши припреме за постављање спектрометра инфрацрвене светлости станице Мир (скраћено МИРАС, енгл. Mir infrared spectrometer). Након тога покупио је амерички панел за детекцију космичких зрака ТРЕК, који је постављен на спољашњост модула Квант-2 још 1991. године. |                           |                           |                             |
| 133. | Мир ПE-19 EVA 3    | Анатолиј Соловјов Николај Бударин | 21. јул 1995. 00.28       | 21. јул 1995. 06.18       | 5 сати 35 минута            |
| 133. | Мир ПE-19 EVA 3    | Соловјов и Бударин су помоћу теретног крана Стрела пребацили спектрометар МИРАС до модула Спектр, где су га затим успешно инсталирали. |                           |                           |                             |
| 134. | СТС-69 EVA 1       | Џејмс Вос Мајкл Гернхарт | 16. септембар 1995. 08.20 | 16. септембар 1995. 15.06 | 6 сати 46 минута            |
| 134. | СТС-69 EVA 1       | Вос и Гернхарт поставили су термалне инструменте у теретни простор орбитера Ендевор и затим испробали технике за изградњу које ће бити коришћене при састављању Међународне свемирске станице. Током ове шетње такође су испробане нове лампе за осветљење на кацигама свемирских одела, као и грејачи унутар свемирских одела. |                           |                           |                             |
| 135. | Мир ПE-20 EVA 1    | Сергеј Авдејев Томас Рајтер | 20. октобар 1995. 11.50   | 20. октобар 1995. 17.06   | 5 сати 16 минута            |
| 135. | Мир ПE-20 EVA 1    | Рајтер је спровео прву шетњу свемиром од стране једног астронаута Европске свемирске агенције. Он и Авдејев су се преко теретног крана Стрела пребацили до модула Спектр. Тамо су поставили неколико експеримената на Европски панел за излагање свемиру (ESEF, енгл. European Space Exposure Facility), а затим су се вратили у хипобаричну комору станице. |                           |                           |                             |
| 136. | Мир ПE-20 EVA 2    | Сергеј Авдејев Јуриј Гидзенко | 8. децембар 1995. 19.23   | 8. децембар 1995. 19.52   | 37 минута                   |
| 136. | Мир ПE-20 EVA 2    | Унутар базног блока станице Мир Авдејев и Гидзенко су преместили поклопац за пристајање Конус са на порт. |                           |                           |                             |

|  |  |  |  |

#### Шетње свемиром током 1996. г.
| #    | Свемирска летелица | Учесници | Почетак (УТЦ)           | Крај (УТЦ)              | Трајање          |
| 137. | СТС-72 EVA 1       | Лирој Чао Данијел Бери | 15. јануар 1996. 05.35  | 15. јануар 1996. 11.44  | 6 сати 9 минута  |
| 137. | СТС-72 EVA 1       | Чао и Бери увежбавали су технике за изградњу планиране Међународне свемирске станице. Међу активностима које су спровели било је постављање каблова, спајање каблова и цеви за расхладну течност, баратање малим вијцима и наврткама, као и манипулисање објектима велике масе на крају роботске руке орбитера.                                                  |                         |                         |                  |
| 138. | СТС-72 EVA 2       | Лирој Чао Винстон Скот | 17. јануар 1996. 05.40  | 17. јануар 1996. 12.34  | 6 сати 53 минута |
| 138. | СТС-72 EVA 2       | Чао и Скот наставили су испробавање различитих техника за изградњу. Радили су са кутијама за алат, и платформом за стајање прикаченом за крај роботске руке орбитера. Скот је такође тестирао могућности регулације температуре на свом оделу возећи се на роботској руци орбитера током ноћи, док је теретни простор орбитера био окренут ка отвореном свемиру. |                         |                         |                  |
| 139. | Мир ПE-20 EVA 3    | Томас Рајтер Јуриј Гидзенко | 8. фебруар 1996. 14.03  | 8. фебруар 1996. 17.08  | 3 сата 6 минута  |
| 139. | Мир ПE-20 EVA 3    | Рајтер и Гидзенко извукли су јединицу за маневрисање из хипобаричне коморе модула Квант-2 и поставили је на спољашњост овог модула. Након тога су покупили експерименте који су раније постављени на ESEF. Космонаути ипак нису успели да скину једну од антена на модулу Кристал, јер нису могли да одвију вијке који су причвршћивали антену за овај модул.        |                         |                         |                  |
| 140. | Мир ПE-21 EVA 1    | Јуриј Онуфријенко Јуриј Усачев | 15. март 1996. 01.04    | 15. март 1996. 06.55    | 5 сати 51 минут  |
| 140. | Мир ПE-21 EVA 1    | Како би побољшали приступ екстеријеру модула Кристал, космонаути Онуфријенко и Усачев су поставили још један теретни кран Стрела на базни блок станице Мир. Космонаути су такође припремили каблове и конекторе за уградњу великих соларних панела на станицу Мир (енгл. Mir Cooperative Solar Array).                                                                                      |                         |                         |                  |
| 141. | СТС-76/Мир ПE-21   | Мајкл Клифорд Линда Гудвин | 27. март 1996. 06.34    | 27. март 1996. 12.36    | 6 сати 2 минута  |
| 141. | СТС-76/Мир ПE-21   | Гудвин и Клифорд поставили су четири канистера са експериментима, названих (енгл. ), на спољашњост модула за пристајање спејс-шатла станице Мир. Такође су спровели испитивања нових појасева за везивање и платформи за ноге које ће се убудуће користити на станици Мир и Међународној свемирској станици.                                                     |                         |                         |                  |
| 142. | Мир ПE-21 EVA 2    | Јуриј Онуфријенко Јуриј Усачев | 20. мај 1996. 22.50     | 21. мај 1996. 04.10     | 5 сати 20 минута |
| 142. | Мир ПE-21 EVA 2    | Онуфријенко и Усачев преместили су велике соларне панеле са модула Кристал, на коме су били спаковани, на модул Квант-1, и припремили их за отварање. Након тога су пустили балон у облику велике лименке Пепси коле и снимили га камером за рекламу на телевизији.                                                                                              |                         |                         |                  |
| 143. | Мир ПE-21 EVA 3    | Јуриј Онуфријенко Јуриј Усачев | 24. мај 1996. 20.47     | 25. мај 1996. 02.30     | 5 сати 34 минута |
| 143. | Мир ПE-21 EVA 3    | Онуфријенко и Усачев су у потпуности отворили велике соларне панеле (MCSA) који су уграђени на модул Квант-1. |                         |                         |                  |
| 144. | Мир ПE-21 EVA 4    | Јуриј Онуфријенко Јуриј Усачев | 30. мај 1996. 18.20     | 30. мај 1996. 22.40     | 4 сата 20 минута |
| 144. | Мир ПE-21 EVA 4    | Онуфријенко и Усачев су поставили Модуларни оптоелектронски мултиспектрални скенер (MOMS , енгл. Modular Optoelectronic Multispectral Scanner), вишенаменску камеру која је конструисана у Немачкој, на модул Природа. Такође су уградили нове рукохвате на модул Квант-2 како би се космонаути лакше кретали по екстеријеру станице током наредних шетњи свемиром.                                              |                         |                         |                  |
| 145. | Мир ПE-21 EVA 5    | Јуриј Онуфријенко Јуриј Усачев | 6. јун 1996. 16.56      | 6. јун 1996. 20.30      | 3 сата 34 минута |
| 145. | Мир ПE-21 EVA 5    | Онуфријенко и Усачев поставили су два америчка експеримента за детекцију микро-метеороида на екстеријер модула Квант-2. Космонаути су затим заменили касете за складиштење података на експерименту Комза који се налазио на модулу Спектр. |                         |                         |                  |
| 146. | Мир ПE-21 EVA 6    | Јуриј Онуфријенко Јуриј Усачев | 13. јун 1996. 12.45     | 13. јун 1996. 18.27     | 5 сати 42 минута |
| 146. | Мир ПE-21 EVA 6    | Онуфријенко и Усачев поставили су греду Рапана на екстеријер модула Квант-1. На ову греду ће се током будућих излазака у отворени свемир постављати експерименти. Такође су ручно отворили радарску антену Траверс на модулу Природа. |                         |                         |                  |
| 147. | Мир ПE-22 EVA 1    | Валериј Корзун Александар Калери | 2. децембар 1996. 15.54 | 2. децембар 1996. 21.52 | 5 сати 57 минута |
| 147. | Мир ПE-22 EVA 1    | Корзун и Калери успешно су повезали енергетске каблове нових соларних панела на модулу Квант-1 са остатком станице Мир. |                         |                         |                  |
| 148. | Мир ПE-22 EVA 2    | Валериј Корзун Александар Калери | 9. децембар 1996. 13.50 | 9. децембар 1996. 20.28 | 6 сати 36 минута |
| 148. | Мир ПE-22 EVA 2    | Корзун и Калери довршили су састављање греде Рапана, а затим су уградили антену за пристајање система КУРС. Након тога су поправили радио-аматерску антену која се олабавила. |                         |                         |                  |

|  |  |  |  |

#### Шетње свемиром током 1997. г.
| #    | Свемирска летелица | Учесници | Почетак (УТЦ)            | Крај (УТЦ)               | Трајање          |
| 149. | СТС-82 EVA 1       | Марк Ли Стивен Смит | 14. фебруар 1997. 04.34  | 14. фебруар 1997. 11.16  | 6 сати 42 минута |
| 149. | СТС-82 EVA 1       | Ли и Смит приступили су Хаблу преко врата на задњем крају телескопа. Астронаути су заменили Годаров спектрограф високе резолуције (GHRS, енгл. ) и Спектрограф бледих објеката (FOS, енгл. Faint Object Spectrograph) са два нова инструмента. На крају шетње затворили су врата на задњем крају телескопа и спаковали два инструмента која су извадили из Хабла у теретни простор орбитера за повратак на Земљу. |                          |                          |                  |
| 150. | СТС-82 EVA 2       | Грегори Харбау Џозеф Танер | 15. фебруар 1997. 03.25  | 15. фебруар 1997. 10.52  | 7 сати 27 минута |
| 150. | СТС-82 EVA 2       | Харбау и Танер заменили су сензор за прецизну оријентацију (енгл. Fine Guidance Sensor) и неколико инжењерских и научних меморијских модула. Такође су уградили напредни електронски уређај за контролу оптике (енгл. Optical Control Electronics Enhancement Kit). |                          |                          |                  |
| 151. | СТС-82 EVA 3       | Марк Ли Стивен Смит | 16. фебруар 1997. 02.53  | 16. фебруар 1997. 10.04  | 7 сати 11 минута |
| 151. | СТС-82 EVA 3       | Ли и Смит спровели су трећи излазак у отворени свемир током друге мисије шатла која је била посвећена сервисирању телескопа Хабл. Астронаути су заменили електронски уређај за размену података и неколико старих меморијских модула, који су се ослањали на технологију меморијских трака, новим тврдим меморијским дисковима. На крају су заменили и један од четири реакциона точка помоћу којих се телескоп прецизно усмерава ка објектима у дубоком свемиру који су од значаја за проучавање. |                          |                          |                  |
| 152. | СТС-82 EVA 4       | Греогори Харбау Џозеф Танер | 17. фебруар 1997. 03.45  | 17. фебруар 1997. 10.19  | 6 сати 34 минута |
| 152. | СТС-82 EVA 4       | Харбау и Танер наставили су сервисирање телескопа Хабл заменом електронског контролера електромотора који покреће соларне панеле. Затим су се попели на врх телескопа где су заменили заштитне покрове на магнетометрима. Пре него што су завршили ову шетњу свемиром, Харбау и Танер су поставили термалне покрове на секције телескопа на којима је дошло до деградације термалне изолације. |                          |                          |                  |
| 153. | СТС-82 EVA 5       | Марк Ли Стивен Смит | 18. фебруар 1997. 03.15  | 18. фебруар 1997. 08.32  | 5 сати 17 минута |
| 153. | СТС-82 EVA 5       | Ли и Смит комплетирали су сервисирање телескопа Хабл постављањем додатних термалних покрова на још три места на којима је дошло до деградације термалне изолације. |                          |                          |                  |
| 154. | Мир ПE-23 EVA 1    | Василиј Циблијев Џери Лининџер | 29. април 1997. 05.10    | 29. април 1997. 10.09    | 4 сата 59 минута |
| 154. | Мир ПE-23 EVA 1    | Током изласка у отворени свемир, у којем су учествовали Циблијев и Лининџер, први пут су коришћена нова руска свемирска одела Орлан М. Први задатак за Циблијева и Лининџера био је да уграде експеримент (енгл. ) на екстеријер модула Кристал. Затим су космонаути искористили теретни кран Стрела и пребацили се до модула Квант-2. Тамо су покупили два америчка експеримента који су се налазили на спољашњости овог модула, а након тога су поставили Бентонов радијациони дозиметар (енгл. Benton Radiation Dosimeter). |                          |                          |                  |
| 155. | Мир ПE-24 EVA 1    | Анатолиј Соловјов Павел Виноградов | 22. август 1997. 11.14   | 22. август 1997. 14.30   | 3 сата 16 минута |
| 155. | Мир ПE-24 EVA 1    | Соловјов и Виноградов спровели су интерну шетњу свемиром како би извршили инспекцију оштећеног модула Спектр, у који је ударио аутоматски брод за снабдевање Прогрес М-34 приликом неконтролисаног приласка станици. Успешно су превезали каблове са соларним панелима на модулу Спектр и тако повратили део изгубљене производње енергије који је настао након судара. Мада су космонаути успели да покупе већи део залиха и опреме из модула Спектр, ипак нису успели да нађу место где је ударио брод Прогрес М-34 и направио рупу на металној конструкцији модула.                                                                    |                          |                          |                  |
| 156. | Мир ПE-24 EVA 2    | Анатолиј Соловјов Мајкл Фоале | 6. септембар 1997. 01.07 | 6. септембар 1997. 07.07 | 6 сати           |
| 156. | Мир ПE-24 EVA 2    | Соловјов се попео на теретни кран Стрела и пребацио се до модула Спектр како би испитао екстеријер овог модула у потрази за оштећењима. Иако је Соловјов детаљно фотографисао цео модул, ипак није успео да пронађе рупу која је настала ударцем летелице Прогрес. Пре повратка у унутрашњост станице, Фоале је покупио дозиметар који је постављен током претходне шетње. Фоале је постао први астронаут који је шетао свемиром користећи и америчка и руска свемирска одела. |                          |                          |                  |
| 157. | СТС-86 EVA 1       | Скот Паразински Владимир Титов | 1. октобар 1997.         | 1. октобар 1997.         | 5 сати 1 минут   |
| 157. | СТС-86 EVA 1       | Паразински и Титов покупили су са екстеријера модула за пристајање четири пакета експеримента MEEP. Такође су уградили поклопац соларних панела (енгл. Solar Array Cap) на модул за пристајање, којим ће се током неке од наредних EVA запушити рупа на модулу Спектр. На крају шетње Паразински и Титов су спровели тест уређаја на својим свемирским оделима. |                          |                          |                  |
| 158. | Мир ПE-24 EVA 3    | Анатолиј Соловјов Павел Виноградов | 20. октобар 1997. 09.40  | 20. октобар 1997. 16.18  | 6 сати 38 минута |
| 158. | Мир ПE-24 EVA 3    | Соловјов и Виноградов ушли су у модул Спектр, који је због оштећења насталог ударом летелице Прогрес изгубио сав притисак и морао да буде одвојен од остатка станице Мир, и покушали да уграде три кабла између сервомотора соларних панела и посебне плоче која одваја овај модул од осталих модула под притиском. Након што је рашчистио неке крхотине и објекте који су плутали унутар модула Спектр, Соловјов је успео да повеже сва три кабла са сервомоторима, али и поред тога што су продужили шетњу свемиром користећи резервне залихе кисеоника у свемирским оделима Орлан, успео је да повеже само два од три кабла са плочом. |                          |                          |                  |
| 159. | Мир ПE-24 EVA 4    | Анатолиј Соловјов Павел Виноградов | 3. новембар 1997. 03.32  | 3. новембар 1997. 09.36  | 6 сати 4 минута  |
| 159. | Мир ПE-24 EVA 4    | Соловјов и Виноградов ослободили су мини-сателит да отплута у орбиту. Космонаути су затим расклопили један стари соларни панел на модулу Квант-1. Затим су тај соларни панел спаковали и поставили на базни блок станице Мир. |                          |                          |                  |
| 160. | Мир ПE-24 EVA 5    | Анатолиј Соловјов Павел Виноградов | 6. новембар 1997. 00.12  | 6. новембар 1997. 06.24  | 6 сати 12 минута |
| 160. | Мир ПE-24 EVA 5    | Соловјов и Виноградов уградили су нови соларни панел на модул Квант-1, који је заузео место соларног панела уклоњеног током претходне шетње свемиром. |                          |                          |                  |
| 161. | СТС-87 EVA 1       | Винстон Скот Такао Дои | 25. новембар 1997. 00.02 | 25. новембар 1997. 07.45 | 7 сати 43 минута |
| 161. | СТС-87 EVA 1       | Скот и Дои рукама су прихватили сателит Spartan, који су затим унели у теретни простор орбитера и тамо га причврстили. Након тога астронаути су отпаковали и тестирали теретни кран који ће се користити током изградње Међународне свемирске станице. Дои је постао први Јапанац који је изашао у отворени свемир, а ово је уједно била и прва EVA спроведена током мисије орбитера Колумбија. |                          |                          |                  |
| 162. | СТС-87 EVA 2       | Винстон Скот Такао Дои | 3. децембар 1997. 09.09  | 3. децембар 1997. 14.09  | 4 сата 59 минута |
| 162. | СТС-87 EVA 2       | Ова шетња свемиром није била у плану мисије, али је спроведена како би се одрадила додатна испитивања теретног крана у теретном простору Колумбије. Краном су астронаути маневрисали на сличан начин као у претходној шетњи, али са објектима мање масе. Током ове такође је испробана мала камера величине и облика фудбалске лопте, која је летела око астронаута и снимала њихов рад, а ти снимци ишли су директно контроли мисије у Хјустон. |                          |                          |                  |

|  |  |  |  |

#### Шетње свемиром током 1998. г.
| #    | Свемирска летелица | Учесници | Почетак (УТЦ)             | Крај (УТЦ)                | Трајање          |
| 163. | Мир ПE-24 EVA 6    | Анатолиј Соловјов Павел Виноградов | 8. јануар 1998. 23.08     | 9. јануар 1998. 02.14     | 3 сата 6 минута  |
| 163. | Мир ПE-24 EVA 6    | На самом почетку шетње, Соловјов и Виноградов имали су у плану само да изврше инспекцију и камером сниме и фотографишу оштећени систем за херметичко заптивање хипобаричне коморе, али су након инспекције открили да је поправка одмах могућа. Након што су завршили тај задатак, космонаути су се помоћу теретног крана Стрела пребацили на други крај станице Мир како би покупили амерички експеримент за оптичко надгледање. Пре него што су се вратили у хипобаричну комору, Соловјов и Виноградов су проверили интегритет каблова који су повезани са неколико антена на екстеријеру станице. |                           |                           |                  |
| 164. | Мир ПE-24 EVA 7    | Анатолиј Соловјов Дејвид Вулф | 14. јануар 1998. 21.12    | 15. јануар 1998. 01.04    | 3 сата 52 минута |
| 164. | Мир ПE-24 EVA 7    | Соловјов је наставио са мањим поправкама на поклопцу хипобаричне коморе модула Квант-2. Вулф је помоћу ручног фото-рефлектометра извршио инспекцију екстерних површина станице Мир. Соловјов је након завршеног посла на поклопцу отишао до Вулфа и надгледао његов рад, јер је ово била његова прва шетња свемиром. Тестови заптивања који су спроведени на модулу Квант-2 по завршетку шетње показали су да је модул херметички заптивен и да нема губитка притиска, тако да је Соловјов одлично урадио посао на поклопцу.                                                                         |                           |                           |                  |
| 165. | Мир ПE-25 EVA 1    | Талгат Мусабајев Николај Бударин | 1. април 1998. 13.35      | 1. април 1998. 20.15      | 6 сати 40 минута |
| 165. | Мир ПE-25 EVA 1    | У припреми за поправку оштећених соларних панела, Мусабајев и Бударин поставили су више рукохвата за кретање по екстеријеру станице и једну од потребне две платформе за стопала на спољашњост модула Спектр. |                           |                           |                  |
| 166. | Мир ПE-25 EVA 2    | Талгат Мусабајев Николај Бударин | 6. април 1998. 13.35      | 6. април 1998. 17.50      | 4 сата 15 минута |
| 166. | Мир ПE-25 EVA 2    | Мусабајев и Бударин изашли су у шетњу свемиром како ви поправили оштећени соларни панела на модулу Спектр. Међутим, само што су поставили потпору која ће фиксирати соларне панеле током поправке, космонаути су морали хитно да се врате до хипобаричне коморе и назад у станицу јер је дошло до проблема са системом за контролу оријентације станице. |                           |                           |                  |
| 167. | Мир ПE-25 EVA 3    | Талгат Мусабајев Николај Бударин | 11. април 1998. 09.55     | 11. април 1998. 16.20     | 6 сати 25 минута |
| 167. | Мир ПE-25 EVA 3    | Мусабајев и Бударин скинули су, а затим и одбацили екстерни погонски мотор који се налазио на врху конструкције Софора. Космонаути су затим покупили експеримент са конструкције Рапана. Планирано је да Мусабајев и Бударин расклопе конструкцију Рапана, међутим од тог посла се одустало и космонаути су се вратили у хипобаричну комору станице Мир. |                           |                           |                  |
| 168. | Мир ПE-25 EVA 4    | Талгат Мусабајев Николај Бударин | 17. април 1998. 07.40     | 17. април 1998. 14.13     | 6 сати 33 минута |
| 168. | Мир ПE-25 EVA 4    | Мусабајев и Бударин отпаковали су два структурна елемента и причврстили их на екстеријер станице Мир. Након тога су преместили нови екстерни погонски мотор за будућу употребу. |                           |                           |                  |
| 169. | Мир ПE-25 EVA 5    | Талгат Мусабајев Николај Бударин | 22. април 1998. 05.34     | 22. април 1998. 11.55     | 6 сати 21 минут  |
| 169. | Мир ПE-25 EVA 5    | Мусабајев и Бударин завршили су уградњу новог мотора на врх структуре Софора. |                           |                           |                  |
| 170. | Мир ПE-26 EVA 1    | Генадиј Падалка Сергеј Авдејев | 15. септембар 1998. 20.00 | 15. септембар 1998. 20.30 | 30 минута        |
| 170. | Мир ПE-26 EVA 1    | Падалка и Авдејев спровели су интерну шетњу свемиром унутар модула Спектр како би завршили повезивање каблова са сервомоторима соларних панела, посао који је током раније шетње започео Анатолиј Соловјов. |                           |                           |                  |
| 171. | Мир ПE-26 EVA 2    | Генадиј Падалка Сергеј Авдејев | 10. новембар 1998. 19.23  | 11. новембар 1998. 01.18  | 5 сати 54 минута |
| 171. | Мир ПE-26 EVA 2    | На самом почетку ово изласка у отворени свемир, Падалка и Авдејев ослободили су мини-сателит Спутњик-41. Космонаути су на списку задатака за ову шетњу имали велики број скупљања узорака и постављања нових експеримената, међу којима је била и француска „замка за метеорите“ (експеримент који је за циљ имао скупљање прашине током предстојећег метеорској роја Леонида). |                           |                           |                  |
| 172. | СТС-88 EVA 1       | Џери Рос Џејмс Њумен | 7. децембар 1998. 22.10   | 8. децембар 1998. 05.31   | 7 сати 21 минут  |
| 172. | СТС-88 EVA 1       | Рос и Њумен повезали су компјутерске и енергетске каблове између модула Јунити и функционалног карго блока Зарја. Ово је уједно и прва шетња свемиром током изградње Међународне свемирске станице. |                           |                           |                  |
| 173. | СТС-88 EVA 2       | Џери Рос Џејмс Њумен | 9. децембар 1998. 20.33   | 10. децембар 1998. 03.35  | 7 сати 2 минута  |
| 173. | СТС-88 EVA 2       | Рос и Њумен уградили су две антене кутијастог облика на екстеријер модула Јунити које су биле део раног комуникационог система МСС. |                           |                           |                  |
| 174. | СТС-88 EVA 3       | Џери Рос Џејмс Њумен | 12. децембар 1998. 20.33  | 13. децембар 1998. 03.32  | 6 сати 59 минута |
| 174. | СТС-88 EVA 3       | Рос и Њумен су одрадили више послова. Прво су проверили изолациони покров на конекторима каблова адаптера за пристајање бр. 2 (PMA-2, енгл. Pressurized Mating Adapter 2) како би утврдили да ли је он прописно инсталиран. Затим су поставили више алата који ће бити коришћени у будућим шетњама на који се налазио на горњем крају модула Јунити, а након тога су извршили инспекцију мета које су се налазиле на овим адаптерима и служиле су за навођење приликом спајања орбитера са МСС. |                           |                           |                  |

|  |  |  |

#### Шетње свемиром током 1999. г.
| #    | Свемирска летелица | Учесници | Почетак (УТЦ)            | Крај (УТЦ)               | Трајање          |
| 175. | Мир ПE-27 EVA 1    | Виктор Афанасијев Жан Пјер Ењере | 16. април 1999. 04.37    | 16. април 1999. 10.56    | 6 сати 19 минута |
| 175. | Мир ПE-27 EVA 1    | Афанасијев и Ењере покупили су експерименте са екстеријера станице Мир, а након тога су поставили неколико нових експеримената на спољашњост станице. |                          |                          |                  |
| 176. | СТС-96 EVA 1       | Тамара Џернинген Данијел Бери | 30. мај 1999. 02.56      | 30. мај 1999. 10.51      | 7 сати 55 минута |
| 176. | СТС-96 EVA 1       | Џернинген и Бери преместили су и уградили две роботске руке из теретног простора орбитера Дискавери на спољашњост МСС. Затим су уградили две преносиве платформе за стопала које одговарају чизмама и на америчким и на руским свемирским оделима, а након тога су поставили три велике кутије са алатом и рукохватима који ће се користити током следећих шетњи у изградњи Међународне свемирске станице.                              |                          |                          |                  |
| 177. | Мир ПE-27 EVA 2    | Виктор Афанасијев Сергеј Авдејев | 23. јул 1999. 11.06      | 23. јул 1999. 17.13      | 6 сати 7 минута  |
| 177. | Мир ПE-27 EVA 2    | Афанасијев и Авдејев поставили су антену за комуникацију на структуру Софора, али се она само делимично отворила када јој је послата команда. Део времена космонаути су провели у потрази за рупом на модулу Квант-2, јер је откривено да атмосфера лагано цури негде унутар овог модула. Пре повратка у хипобаричну комору космонаути су покупили експерименте и .                                                                     |                          |                          |                  |
| 178. | Мир ПE-27 EVA 3    | Виктор Афанасијев Сергеј Авдејев | 28. јул 1999. 09.37      | 28. јул 1999. 14.59      | 5 сати 22 минута |
| 178. | Мир ПE-27 EVA 3    | Афанасијев и Авдејев успешно су довршили отварање антене постављене раније на структуру Софора. Након што су показали да антена може у потпуности да се отвори, космонаути су је скинули са структуре и одбацили у свемир. Након тога су уградили индикаторе на неколико експеримената, поставили експеримент Sprut-4, заменили касете за скупљање података јонског спектрометра Migmas, а на крају су покупили експерименте и за повратак на Земљу. |                          |                          |                  |
| 179. | СТС-103 EVA 1      | Стивен Смит Џон Грансфелд | 22. децембар 1999. 18.54 | 23. децембар 1999. 03.09 | 8 сати 15 минута |
| 179. | СТС-103 EVA 1      | Смит и Грансфелд заменили су шест жироскопа телескопа Хабл. Након тога су уградили шест напредних модула за контролу напона и температуре. Планирано је да се подмажу шарке на вратима преко којих се приступа инструментима телескопа, али је тај посао одложен за шетњу која ће бити спроведена следећег дана. Ово је била једна од најдужих шетњи свемиром у историји.                                                               |                          |                          |                  |
| 180. | СТС-103 EVA 2      | Мајкл Фоале Клод Николијер | 23. децембар 1999. 19.06 | 24. децембар 1999. 03.16 | 8 сати 10 минута |
| 180. | СТС-103 EVA 2      | Фоале и Николијер заменили су старе рачунаре телескопа Хабл новим, бржим и ефикаснијим машинама. Такође су заменили један од сензора за прецизну оријентацију, на његово место је дошао сензор који је уклоњен са телескопа током претходне мисије сервисирања, а који је рестауриран на Земљи. |                          |                          |                  |
| 181. | СТС-103 EVA 3      | Стивен Смит Џон Грансфелд | 24. децембар 1999. 19.17 | 25. децембар 1999. 03.25 | 8 сати 8 минута  |
| 181. | СТС-103 EVA 3      | Смит и Грансфелд заменили су радио-предајник телескопа Хабл који се покварио годину дана раније. Такође су заменили модуле за складиштење података новим модулима базираним на најновијој технологији. На крају су поставили изолационе покрове на спољашње површине телескопа. |                          |                          |                  |

|  |  |  |  |

## Комеморативне поштанске марке
Пошта САД издала је 1967. године поштанску марку како би обележила прву шетњу свемиром коју је спровео један Американац у орбити око Земље. На поштанској марки су детаљно приказани летелица Џемини 4 и астронаут Едвард Вајт у свом свемирском оделу (слика десно).